# Storia del Celtic Football Club
Questa pagina tratta la storia del Celtic Football Club, società calcistica scozzese con sede nella città di Glasgow, fondata nel 1887.

## Storia

### Fondazione ed esordi (1887-1896)

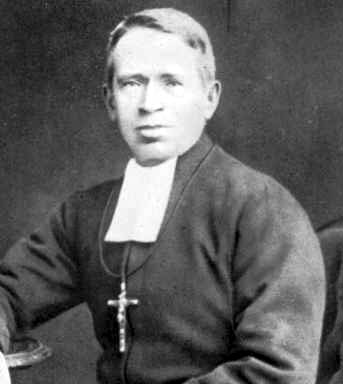
Fratello Walfrid, il fondatore della società.

Il Celtic venne costituito formalmente il 6 novembre 1887. La sede della fondazione fu la Chiesa cattolica di Santa Maria ad East Rose Street (poi diventata Forbes Street), Calton, Glasgow, su iniziativa di un frate marista chiamato Fratello Walfrid, originario di Ballymote, villaggio irlandese della Contea di Sligo; proprio nella città era sorta infatti una scuola dei fratelli maristi che si occupava in particolar modo dell'educazione cattolica dei giovani. L'iniziativa, almeno originariamente, era a scopo di carità, per la The Poor Children's Dinner Table, una sorta di organizzazione a sostegno dei cattolici della città; l'esempio principale da cui partì l'idea del frate fu quella dell'Hibernian Football Club, club di Edimburgo fondato per motivi simili 30 anni prima.
Il nome Celtic fu scelto per richiamare le radici storico-culturali di natura celtica delle popolazioni scozzesi e irlandesi. Il soprannome ufficiale della formazione invece, Bhoys, deriverebbe dall'usanza di molta gente di chiamare i calciatori dei primi anni della squadra bianco-verde bold boys ("ragazzi audaci"): il club fece subito propria questa definizione, tanto che una cartolina di inizio '900 ritraeva la squadra con impressa una scritta the Bould Bhoys, dove l'aggiunta della "u" e della "h" di troppo riflettevano un richiamo all'accento particolare della parlata irlandese.
La prima partita del Celtic fu disputata il 28 maggio 1888, quando sconfisse in amichevole quelli che sarebbero stati i rivali di sempre, i Rangers, per 5-2. Il primo gol storico del club fu siglato da Neil McCallum, anche se la compagine di quel match era composta per gran parte da giocatori prestati dall'Hibernian.
Il primo trofeo in assoluto nella storia del club fu, secondo gli annali, la Glasgow North Eastern Cup, che si aggiudicò nel 1889 e 1890. Nel 1892 il Celtic vinse la Coppa di Scozia per la prima volta, mentre nel 1893 vinse il suo primo campionato. Altri due titoli arriveranno l'anno seguente, e nel 1896.

### L'era Maley, Jimmy McGrory e L'Empire Exhibition Trophy (1897-1940)

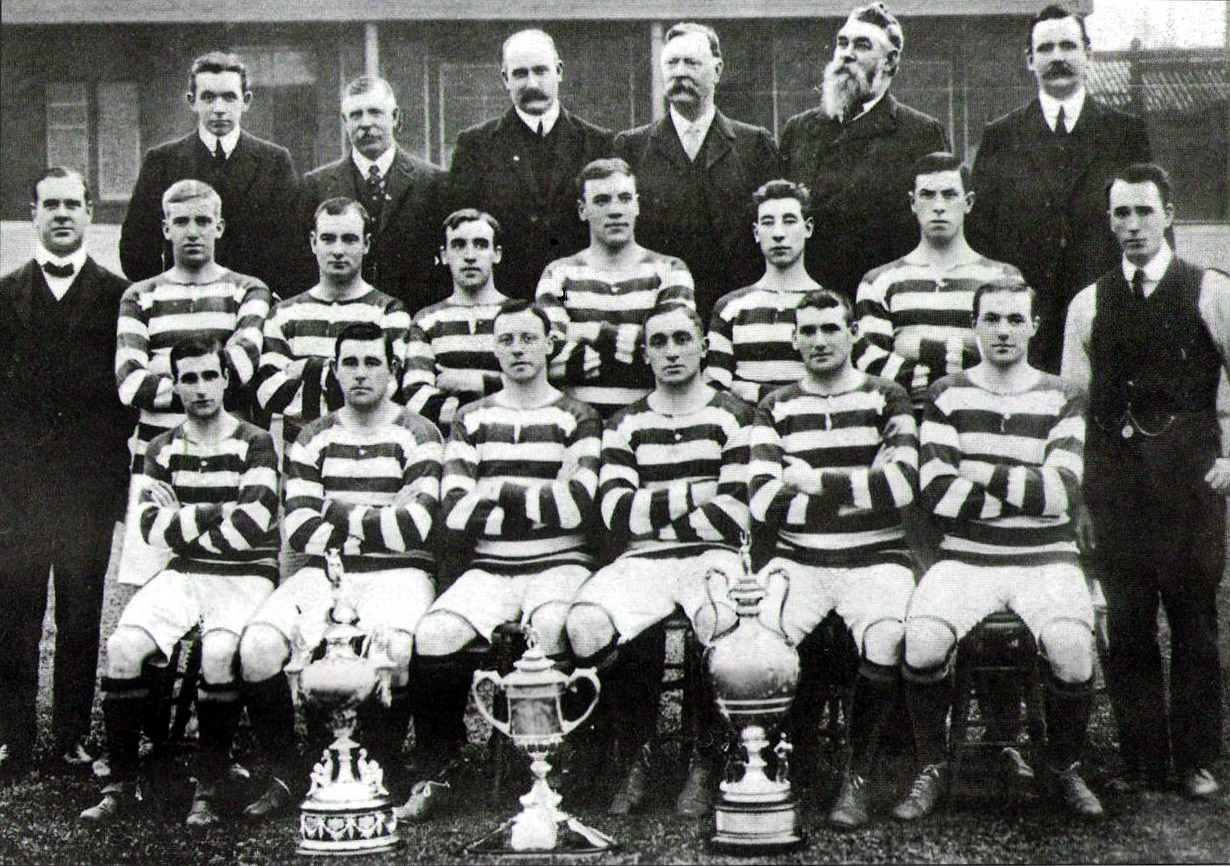
Il Celtic nel 1908 con la Glasgow Merchants Charity Cup, la Coppa di Scozia e la Glasgow Cup, durante il record di allora di sei titoli nazionali consecutivi.

Il primo manager della storia del Celtic fu Willie Maley, che guidò il club alla conquista di 30 trofei di elevata importanza per addirittura 43 anni. Sotto la sua gestione, il Celtic diviene la prima squadra in Scozia a registrare un record: il Celtic vinse infatti ben sei campionati di fila, dal 1904 al 1910, record che rimase imbattuto per circa settant'anni, precisamente fino al 1971, quando fu prima raggiunto e poi sorpassato dallo stesso Celtic guidato da Jock Stein.
Nel 1902 il Celtic si aggiudicò la sua prima "coppa internazionale", ovvero la British League Cup, sconfiggendo, prima il Sunderland vicecampione d'Inghilterra, poi, in una finale tutta scozzese, i Rangers, che avevano precedentemente battuto l'Everton, campione d'Inghilterra. Non meno importante, il confronto con gli inglesi del Burnley Football Club che si tenne a Budapest, nello stadio del Ferencváros, il 21 maggio 1914. Questa data verrà ricordata come la prima trasferta dei Bhoys oltre i confini britannici. Entrambe le squadre erano detentrici delle rispettive coppe nazionali. Alla squadra vincitrice dell'incontro sarebbe andato un trofeo d'argento, mentre il ricavato sarebbe stato devoluto in beneficenza. La partita terminò con un pareggio per 1-1. Le due squadre decisero di rigiocare la sfida in Inghilterra, allo stadio Turf Moor di Burnley. Nel secondo confronto fu il Celtic ad avere la meglio, battendo gli inglesi per 2-1. Purtroppo, il premio argenteo in palio per la sfida era sparito: in seguito si scoprì che era stato devoluto in beneficenza alla croce rossa ungherese. Solo nel 1988, l'anno del centenario, la dirigenza del Ferencváros decise di rendere omaggio al Celtic con un vaso dalla forma simile ad un trofeo, il Ferencváros vase, a memoria dell'evento di 74 anni prima. A tutti gli effetti, quella è considerata la prima "coppa europea" vinta dal club.
Dal 1910 al 1930, la squadra vinse sette campionati e sei volte la Coppa di Scozia (tenendo conto dell'interruzione della coppa nazionale dal 1914 al 1919 a causa della prima guerra mondiale), contro le due coppe nazionali, ma con ben tredici campionati vinti dai Rangers. 
Infatti, dopo il dominio dei primi campionati, nel 1930 il Celtic venne superato proprio dai Rangers, che da allora detengono il record di "scudetti" scozzesi. Gli uomini di Maley, ritornarono a vincere il campionato nel 1936.
Nel 1937 venne raggiunto il record imbattuto di spettatori per una partita di calcio di un club europeo: a vedere la finale della Coppa di Scozia contro l'Aberdeen all'Hampden Park di Glasgow c'erano 146.433 spettatori. La gara terminò 2-1 per i Bhoys, che misero in bacheca la loro 15ª coppa.
Molti dei successi dell'era Maley sono ascrivibili alle prestazioni di Jimmy McGrory la cui vena realizzativa risultò determinante per la squadra. McGrory, durante la sua permanenza in maglia biancoverde (dal 1927 al 1937, eccezion fatta per periodo in prestito al Clydebank), divenne capocannoniere del campionato scozzese per ben tre volte. Nel 1927 e nel 1928, rispettivamente con 49 e 47 reti realizzate. Ma, nel 1936 le reti furono addirittura 50, un record tuttora imbattuto in Europa.

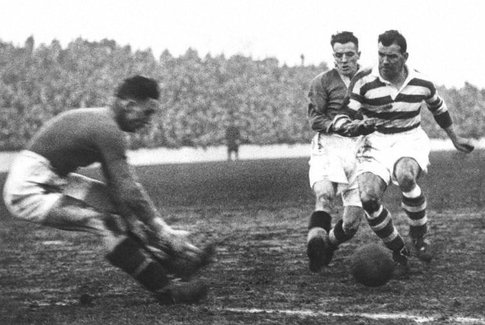
Jimmy McGrory con la maglia del Celtic nel 1930.

Nel 1938 la compagine biancoverde si aggiudica il 19º titolo di campione di Scozia, l'ultimo dell'era Maley.
Sempre nel 1938 un altro prestigioso trofeo si aggiunse alla bacheca del Celtic. Infatti, in occasione del British Empire Exhibition, manifestazione espositiva internazionale che si tenne a Glasgow dal mese di maggio a dicembre, la compagine bianco-verde partecipò ad un torneo anglo scozzese che si disputò all'Ibrox Park. Il Celtic affrontò al primo turno gli inglesi del Sunderland. La partita terminò 3-0, con una doppietta di John Divers e goal di Johnny Crum, al termine dei tempi supplementari. In semifinale ci fu il confronto con gli Hearts, battuti per 1-0, con goal di Johnny Crum. In finale il Celtic, ancora grazie ad una rete di Crum, sconfisse l'Everton per 1–0 nei tempi supplementari e si aggiudicò l'Empire Exhibition Trophy. Insieme alla Coronation Cup vinta nel 1953, rappresenta uno dei trofei più cari ai sostenitori del club, per la sua natura di torneo unico nella storia: fu giocato solo quell'anno. Tali competizioni erano molto sentite prima della nascita delle coppe europee, in quanto sancivano periodicamente la "Leadership Britannica".
Il periodo di Maley fu contraddistinto anche da una tragedia, accaduta durante un match della Old Firm del 5 settembre 1931, ovvero quando il portiere John Thomson rimase ucciso in campo gettandosi coraggiosamente sui piedi dell'avversario Sam English, riportando una grave frattura al cranio che ne causò la morte in ospedale la sera stessa.
Dal 1939 al 1946 tutte le competizioni furono interrotte a causa del secondo conflitto mondiale.

### Durante e dopo la guerra, la Coronation cup e la Coppa di Lega 1957 (1940-1965)
L'ex calciatore della squadra Jimmy McStay divenne manager del club durante gli anni della Seconda guerra mondiale, dal 1940 al 1945, periodo nel quale non fu però giocata alcuna competizione ufficiale. Viene ricordata, comunque, la vittoria della Victory in Europe Cup, primo trofeo vinto nel dopoguerra, avvenuta il 9 maggio 1945, ad Hampden Park, in un derby contro il Queens Park F.C.. Per la cronaca, la partita terminò 1-1. Fu, comunque, il Celtic ad aggiudicarsi il trofeo, per via del maggior numero di tiri in porta effettuati e calci d'angolo ottenuti
Nel 1945 fu sostituito da un altro ex, il vecchio capitano Jimmy McGrory, sotto la cui guida il Celtic si mise in luce per varie prestazioni rimaste negli annali.
Nelle stagioni dal 1946 al 1951, non si registrano risultati di un certo livello, fatta eccezione la conquista della 16ª Coppa di Scozia, battendo in finale 1-0 il Motherwell nel maggio del 1951. Nell'Agosto dello stesso anno, un altro importante trofeo nella storia del club entrò nella bacheca del Celtic Park, la St.Mungo Cup. Il torneo in cui fu messa in palio questa coppa rientrò tra gli eventi celebrativi del Festival of Britain, e coinvolse 14 squadre dell'allora First Division, più due della Second Division. A contendersi la vittoria finale contro il Celtic fu l'Aberdeen. L'incontro si disputò di fronte ad 82.000 spettatori presenti ad Hampden Park. Dopo aver concluso il primo tempo sotto di due reti, il Celtic ribaltò il risultato nella ripresa, vincendo l'incontro 3-2, grazie ad una doppietta di Sean Fallon e un goal di Jimmy Walsh.
Nelle due stagioni seguenti, i biancoverdi ottennero rispettivamente solo un nono ed un ottavo posto in campionato. Nel maggio del 1953 la squadra scozzese partecipò ad un altro torneo unico nella storia, la Coronation Cup, istituito eccezionalmente per l'incoronazione della regina Elisabetta II del Regno Unito. Il fatto curioso fu che il Celtic non avrebbe dovuto partecipare a questa competizione, in quanto non era riuscita a classificarsi tra le prime quattro posizioni al termine dell'ultimo campionato. Tuttavia, gli organizzatori dell'evento decisero di invitare ugualmente la compagine bianco-verde, per via del grosso seguito di pubblico che avrebbe portato all'evento. Tutti gli incontri furono disputati a Glasgow, non potendo in quel periodo usufruire di nessun impianto a Londra. Contro ogni pronostico, al primo turno, una rete di Bobby Collins nel corso del primo tempo permette al Celtic di battere l'Arsenal per 1-0. In semifinale i biancoverdi battono il Manchester United per 2-1, con reti di Bertie Peacock e Neil Mochan. L'atto finale del torneo si disputò contro l'Hibernian, che aveva precedentemente eliminato il Tottenham e il Newcastle. Il 20 maggio, in una cornice di 117.000 spettatori stimati ad Hampden Park, il Celtic piegò 2-0 la compagine di Edimburgo, grazie alle reti di Mochan e Walsh, aggiudicandosi il prestigioso trofeo e il titolo di "Unofficial British Champions". I tifosi del Celtic hanno dedicato a questa competizione la canzone The Coronation Cup Song.
La stagione successiva sarebbe poi ritornato il titolo di campione di Scozia, che mancava dal 1938.
Il 19 ottobre 1957, invece, il Celtic inflisse ai Rangers un 7–1 da record nella finale della Coppa di Lega Scozzese all'Hampden Park di Glasgow, conquistando ancora il titolo che avevano vinto per la prima volta nella loro storia solo l'anno prima (vincendo per 3-0 nel derby con il Partick Thistle). Il punteggio rimane insuperato ad oggi in una finale di una coppa nazionale britannica; potrebbe essere stata questa la prima occasione in cui fu cantato You'll Never Walk Alone. La vittoria è celebrata ancora oggi dai sostenitori bianco-verdi con il coro Hampden in the sun, sulle note della canzone Island in the Sun. Questo trofeo rappresenta l'ultimo della gestione McGrory. Prima di ritornare a sollevare un trofeo importante, bisognerà aspettare l'arrivo di Jock Stein.
Nel 1962 il Celtic partecipa per la prima volta ad una competizione europea, la Coppa delle Fiere. L'esordio non è dei migliori. Infatti, i Bhoys vengono eliminati al primo turno dagli spagnoli del Valencia, perdendo 4-2 in Spagna e pareggiando 2-2 a Glasgow. Decisamente meglio, invece, l'esperienza in Coppa delle Coppe nel 1964, quando il Celtic arriva fino alla semifinale, trovando come avversari gli ungheresi dell'MTK Budapest. La squadra vince la prima sfida al Celtic Park per 3-0, per poi perdere clamorosamente in Ungheria per 4-0, fallendo così l'accesso alla finale.

### Stein ed iLisbon Lions(1965-1978)
(Jock Stein)

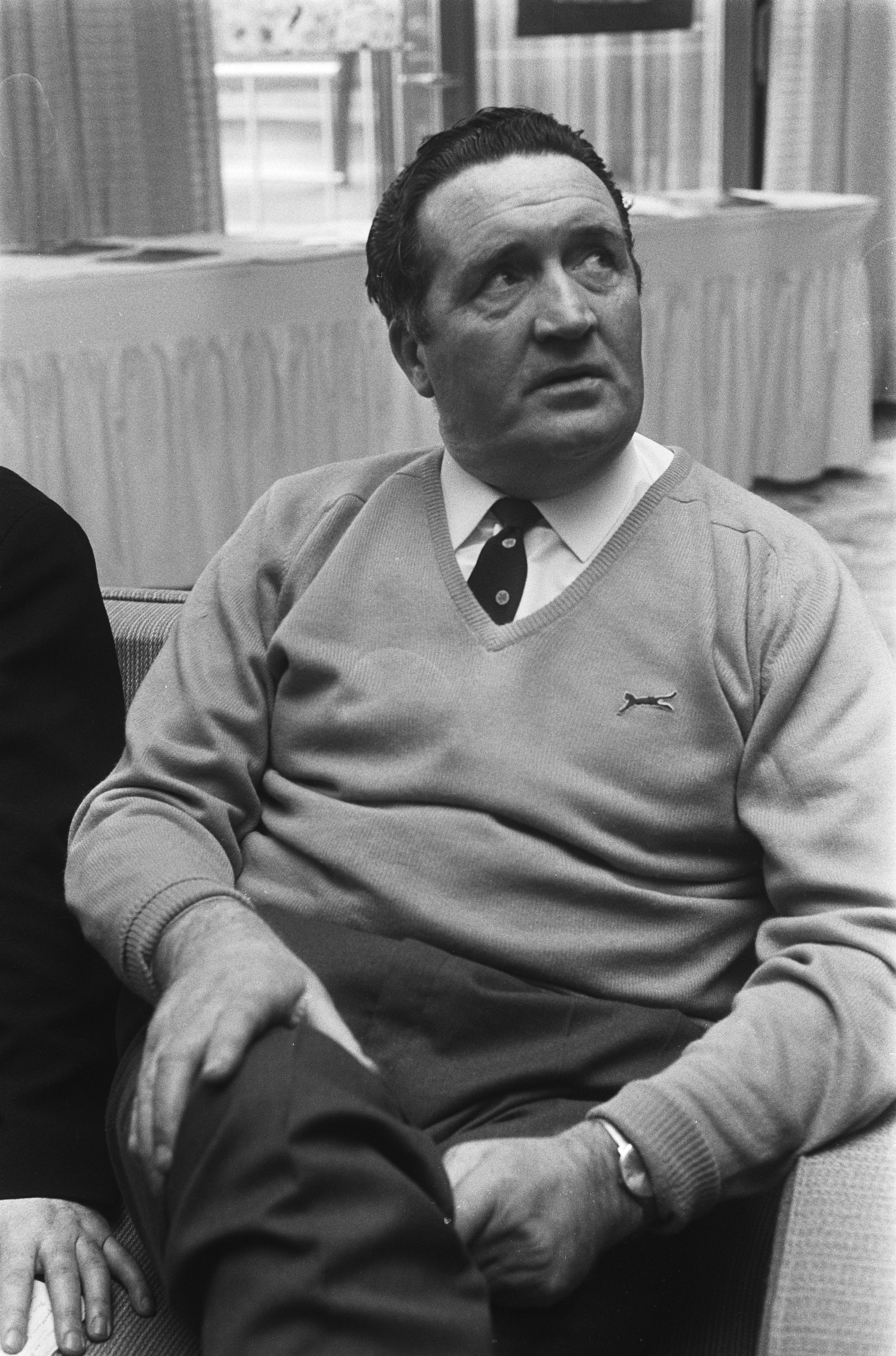
Jock Stein nel 1971.

Lisbona, Stadio Nazionale di Jamor, 25 maggio 1967
 Celtic -  Inter 2-1
Marcatori:  6’ (rig.) Mazzola,  63’ Gemmell,  84’ Chalmers
CELTIC: Simpson; Craig, Gemmell, Murdoch, McNeill (c); John Clark, Johnstone, Wallace Chalmers; Auld, Lennox; All.: Stein
INTER: Sarti; Burgnich; Facchetti; Bedin, Guarneri; Picchi (c), Domenghini, Mazzola, Cappellini; Bicicli, Corso; All.: Herrera
Arbitro:  Kurt Tschenscher
Spettatori: 45.000
Jock Stein sostituì McGrory nel 1965. Anch'egli ex-giocatore oltre che capitano della squadra, Stein è di sicuro molto più ricordato per i grandi traguardi raggiunti da allenatore del Celtic, ed è considerato da molti uno dei migliori manager di sempre. In ambito casalingo guidò il Celtic dal 1965 al 1978, vincendo ben dieci titoli nazionali, di cui nove di fila, esattamente dal 1966 al 1974, che divenne al tempo congiuntamente un record per la Scozia e per il mondo (mai raggiunto fino al 1997). A questi si aggiungono otto Coppe di Scozia e sei coppe di Lega scozzese. Di queste ultime, addirittura cinque consecutive, dal 1966 al 1970.
Il primo trofeo dell'era Stein fu la Coppa di Scozia del 1965 (vinta in finale per 3-2 contro il Dunfermline). In virtù della vittoria della coppa nazionale, l'anno successivo il Celtic partecipa per la seconda volta alla Coppa delle Coppe,arrivando ancora in semifinale. L'avversario di turno questa volta è il Liverpool. La gara d'andata, in Scozia, termina 1-0 per gli uomini di Stein. Nel ritorno, però, al termine di una partita molto controversa, dove la squadra biancoverde si vide annullare un goal per un sospetto fuorigioco proprio nel finale (lo stesso arbitro dell'incontro ammetterà il proprio errore pochi giorni dopo), fu il Liverpool a vincere per 2-0, eliminando il Celtic dalla competizione. Arriva comunque la vittoria del campionato.
Ma fu il 1967 l'anno glorioso della squadra bianco-verde, quando il Celtic vinse ogni competizione alla quale partecipò: il campionato scozzese, la Coppa di Scozia, la Coppa di Lega scozzese, la Glasgow Cup e, soprattutto, la Coppa Campioni. Capitanati da Billy McNeill, i Bhoys sconfissero in finale l'Inter 2-1 all'Estádio Nacional di Lisbona, Portogallo, il 25 maggio 1967: proprio per la località della finale, i calciatori passarono alla storia come Lisbon Lions ("Leoni di Lisbona"). Jimmy Johnstone, Bobby Lennox e Bobby Murdoch, tra i più acclamati giocatori della storia della squadra, facevano parte di quella squadra formata, oltretutto, da ragazzi provenienti tutti da Glasgow e dintorni.
Alla finale è dedicata la canzone "The 25th of May".
L'ultima soddisfazione, a coronamento di quella che fu definita "a season in the sun", arrivò il 7 giugno, quando il Celtic accettò l'invito del Real Madrid allo stadio Santiago Bernabéu per la partita d'addio al calcio del leggendario Alfredo Di Stéfano. Una rete di Lennox, su un perfetto assist di Johnstone, nel secondo tempo, garantì il successo alla truppa di Stein per 1-0. In ricordo di quella prestigiosa vittoria, seppur ottenuta in un incontro amichevole, i Lisbon Lions portarono a casa l'ultimo pezzo d'argenteria della stagione, l'Alfredo Di Stefano Trophy. A questo si aggiunse il prestigioso BBC Sports Personality Team of the Year Award, che la squadra, nella persona di Stein, ricevette nel corso di una cerimonia televisiva dalle mani del celebre allenatore Matt Busby, maestro di cerimonie per l'occasione e campione d'Europa l'anno seguente con il Manchester United.
Molto sfortunata, invece, l'avventura nella Coppa Intercontinentale, dove il Celtic si trovò ad affrontare la squadra argentina del Racing Club. La sfida contro la compagine sudamericana fu molto accesa e vide i biancoverdi subire molto il gioco violento degli avversari. Nonostante tutto, nella gara d'andata a Glasgow, il Celtic vince per 1-0, con rete del capitano McNeill. Nel ritorno ad Avellaneda, la violenza e le intimidazioni in campo contro gli uomini di Stein scoppiano prima del fischio d'inizio, quando il portiere Ronnie Simpson viene colpito da un oggetto durante la fase di riscaldamento. Dopo l'iniziale vantaggio di Tommy Gemmell su rigore, alla fine sono gli argentini a vincere in rimonta per 2-1. Nello spareggio di Montevideo va in scena un'altra "battaglia" , caratterizzata da provocazioni, falli e ben sei espulsi (quattro per il Celtic e due per il Racing), e vinta 1-0 dal Racing.
Nella stagione 1967-1968, in Coppa dei Campioni il Celtic viene fermato al primo turno, sconfitto dalla Dinamo Kiev con un 3-2 complessivo (sconfitta per 2-1 in casa e pareggio esterno per 1-1). In patria, invece, la squadra aggiunge al 25º titolo nazionale la Coppa di Lega, battendo in finale l'Hibernian per 6-2.
L'anno seguente arriva il secondo treble casalingo (campionato, Coppa di Scozia e Coppa di Lega) della storia del club. In Coppa dei Campioni, gli uomini di Stein arrivano fino ai quarti di finale. Il cammino dei Bhoys viene interrotto dal Milan (poi vincitore della competizione), in virtù del pareggio a reti inviolate a Milano, seguito dalla sconfitta per 1-0 a Glasgow.
Nel 1970 il Celtic, oltre a confermare la leadership in campionato, si aggiudica anche la Coppa di Lega, battendo per 1-0 St.Johnstone nella finale di Hampden Park. In Europa, la squadra si ripresenta in finale di Coppa Campioni nel 1970. Gli uomini di Stein eliminano prima il Basilea, pareggiando 0-0 in Svizzera e trionfando 2-0 in Scozia. Successivamente, affrontano i portoghesi del Benfica con cui danno vita a 180 minuti molto intensi. Infatti, alla vittoria per 3-0 dell'andata in patria, segue una sconfitta con lo stesso risultato nella gara di ritorno in terra portoghese. Il lancio della moneta favorisce i Bhoys, che si qualificano così per i quarti. Il sorteggio pone sul cammino dei biancoverdi la Fiorentina, che il Celtic piega per 3-0 a Glasgow, perdendo successivamente a Firenze per 1-0. In semifinale si assiste al derby britannico con gli inglesi del Leeds. Il Celtic vince entrambe le partite (1-0 e 2-1). Nella finale di "San Siro", a Milano, i biancoverdi non riescono però a ripetere il successo del 67. Infatti, pur passando in vantaggio, vengono raggiunti e superati per 2-1 dagli olandesi del Feyenoord al termine di tempi supplementari.
Il 1970 è da ricordare per un record tuttora imbattuto: il maggior numero di spettatori per una partita di calcio valida per una coppa europea. Avvenne nella semifinale di quella stessa competizione, quando il Celtic affrontò gli inglesi del Leeds United: la partita di ritorno giocata a Hampden Park venne vista da 133.961 spettatori. Al di là della mancata conquista della seconda Coppa dei Campioni, in virtù dei brillanti risultati comunque conseguiti in patria e all'estero nella stagione 1969-70, il Celtic riceve il premio di migliore squadra dell'anno (la Statuette of Samothrace) dalla nota rivista France Football.

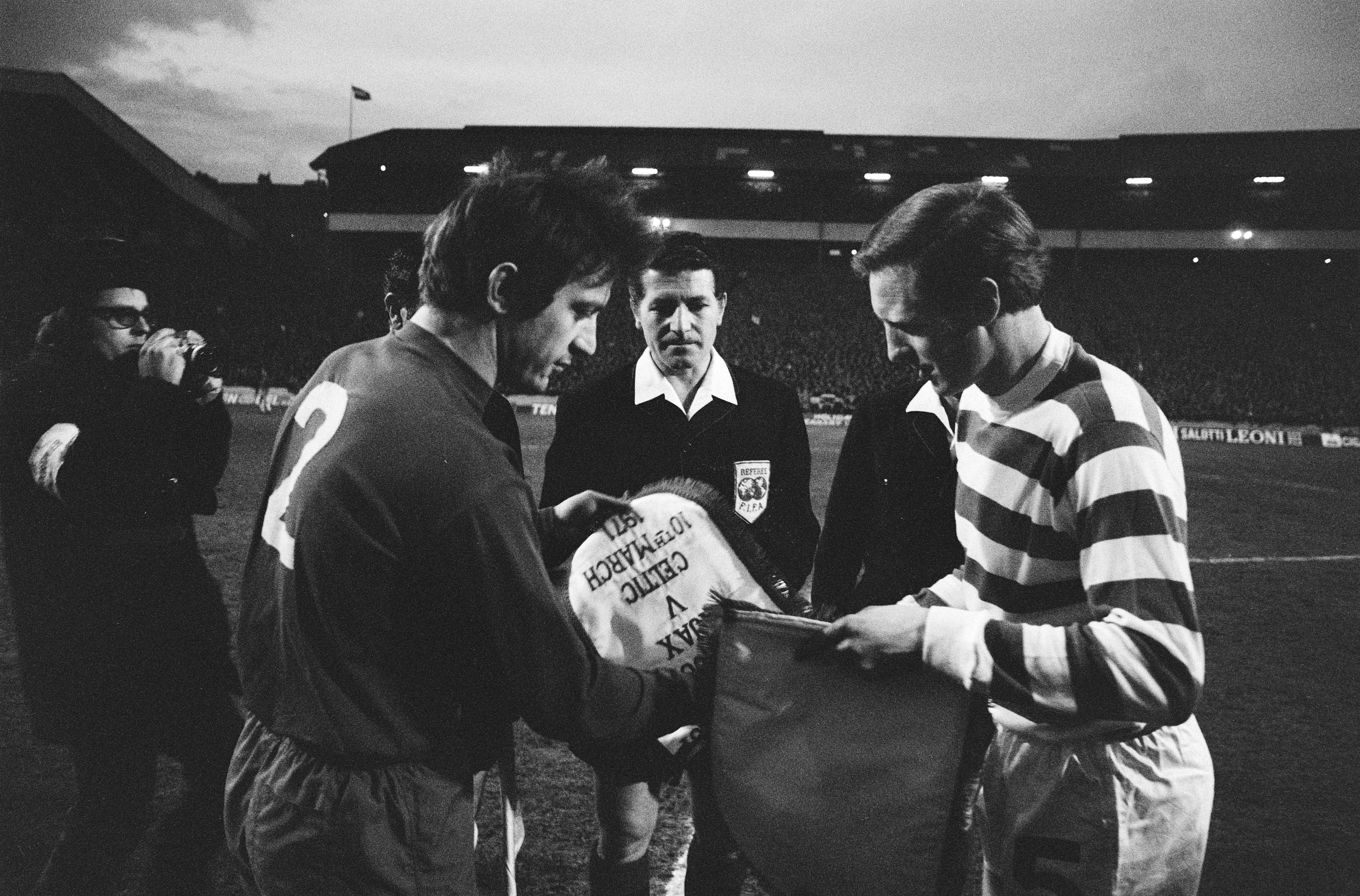
Scambio di gagliardetti tra il capitano del Celtic, Billy McNeill, e dell'Ajax, Velibor Vasović, prima di una partita di Coppa dei Campioni 1970-1971.

Durante la gestione Stein, la squadra raggiunse per altre due volte la semifinale della massima competizione europea: nel 1972 affrontò ancora l'Inter, che eliminò l'undici bianco-verde ai calci di rigore (entrambe le sfide si erano concluse sullo 0-0). Nel 1974, invece, il Celtic fu eliminato dall'Atlético Madrid, pareggiando 0-0 in Scozia, e perdendo 2-0 in Spagna.
Nel 1975 arriva un terzo posto in campionato, ma il Celtic ottiene comunque un double nelle coppe nazionali, assicurandosi prima Coppa di Lega, battendo l'Hibernian per 6-3, e poi la Scottish Cup, con la vittoria per 3-1 sull'Airdrieonians. L'avventura in Coppa dei Campioni è piuttosto deludente, terminando al primo turno contro i greci dell'Olympiacos, pareggiando 1-1 in casa e perdendo 2-0 in trasferta.
La stagione successiva arriva solo un secondo posto in campionato. In Coppa delle Coppe, il Celtic sconfigge al primo turno il Valur con un 9-0 complessivo (vittoria per 7-0 al Celtic Park e 2-0 a Reykjavík). Al termine dei 180 minuti contro la compagine islandese, la squadra portò a casa un trofeo particolare, il Polar Bear Trophy. Agli ottavi, gli uomini di Stein sconfiggono i portoghesi del Boavista, pareggiando 0-0 in Portogallo e vincendo 3-1 in Scozia. Il cammino termina in maniera inaspettata ai quarti contro i modesti tedeschi del Zwickau, con un pareggio casalingo per 1-1, seguito da una sconfitta esterna per 1-0.
Nel 1977 l'avventura europea dei biancoverdi si ferma al primo turno della Coppa UEFA, per mano del Wisla Cracovia, pareggiando per 2-2 in casa e perdendo 2-0 in Polonia. La stagione è comunque caratterizzata dal double, campionato e Scottish Cup. L'aritmetica conquista del titolo nazionale arriva il 16 aprile (a quattro giornate dalla fine del torneo), con la vittoria per 1-0 in trasferta ad Edimburgo contro l'Hibernian. Di Joe Craig il goal partita nel corso della ripresa. La finale di Coppa di Scozia, invece, viene disputata il 7 maggio contro i Rangers, e vinta per 1-0 grazie ad un rigore trasformato d Andy Lynch nel corso del primo tempo. La conquista della coppa nazionale (la 25ª per i Bhoys) rappresenta l'ultimo trofeo sollevato da Jock Stein (la sua 8ª Coppa di Scozia e 25º trofeo in assoluto) ad Hampden Park, alla guida dei cattolici di Glasgow. Secondo gli annali, però, Jock Stein si congedò dalla società portando in bacheca un altro trofeo, la World of Soccer Cup, vinto in un torneo amichevole che si tenne in Australia dal 21 al 31 luglio, dove il Celtic trionfò su Stella Rossa, Arsenal e una selezione australiana.

### Gli anni diCesare la "rissa di Hampden" del 1980 (1978-1983)
Dopo la lunga e gloriosa era di Stein, nel 1978 passò alla guida del Celtic Billy McNeill (soprannominato "Cesar"), ex calciatore e capitano dei Lisbon Lions, che iniziò subito la sua carriera da allenatore in grande strappando il titolo nazionale (il 31º per i Bhoys) ai rivalissimi Rangers con una vittoria per 4-2 nell'ultima partita della stagione. Molti tifosi ricordano quella vittoria come uno dei trionfi più grandi della storia del club, secondo solo alla conquista della Coppa dei Campioni a Lisbona. Era il 21 maggio 1979 e il derby si disputava al Celtic Park di fronte a 52.000 spettatori. La compagine biancoverde, rimasta in 10 uomini dal 51' e sul punteggio di 2-2 (grazie alle reti di McCluskey e Roy Aitken), si portò in vantaggio grazie ad un'autorete del difensore dei Rangers Colin Jackson all' 85', per poi mettere al sicuro il risultato al 90' con una splendida rete realizzata da Murdo MacLeod. Quel giorno nacque la canzone TEN MEN WON THE LEAGUE. McNeill condusse il Celtic alla vittoria di altri due titoli nazionali, rispettivamente nel biennio 1981 e 1982. Nel 1980 vinse la Coppa di Scozia, in finale contro i Rangers. Era il 10 maggio ad Hampden Park. Quella partita passerà alla storia come la "rissa di Hampden". Il Celtic vinse l'incontro 1-0 ai tempi supplementari con goal di McCluskey. L'incontro si era svolto in un clima di tranquillità sia in campo che sugli spalti. Vista la calma apparente, la polizia abbassò la guardia consentendo ad un centinaio di tifosi biancoverdi un'invasione di campo al fine di festeggiare i propri beniamini. I supporters dei Rangers, però, intesero quel gesto come una provocazione e si riversarono a loro volta sul terreno di gioco: ne nacquero violenti incidenti che coinvolsero 9.000 persone, con il bilancio finale di centinaia di feriti e un morto. Nella stagione1982-83 arrivò anche la Coppa di Lega. La finale fu sempre contro gli eterni rivali dei Rangers, battuti stavolta 2-1, grazie alle reti di MacLeod e Charlie Nicholas. Il periodo di Caesar fu contraddistinto anche da un altro evento triste: il 19 ottobre del 1981 morì all'età di 30 anni il centrocampista e idolo dei tifosi del Celtic Johnny Doyle, folgorato mentre lavorava nella propria abitazione. Nonostante i successi in patria, la mancanza di prestazioni brillanti in Europa (unico acuto fu il raggiungimento dei quarti di finale di Coppa dei Campioni nel 1980) e delle dispute su dei fondi economici destinati ai trasferimenti dei calciatori segnalarono ben presto che l'avventura sulla panchina del vecchio eroe di Lisbona sarebbe durata poco, ed infatti lasciò il club nel 1983.

### Davie Hay ed ibroken Hearts(1983-1987)

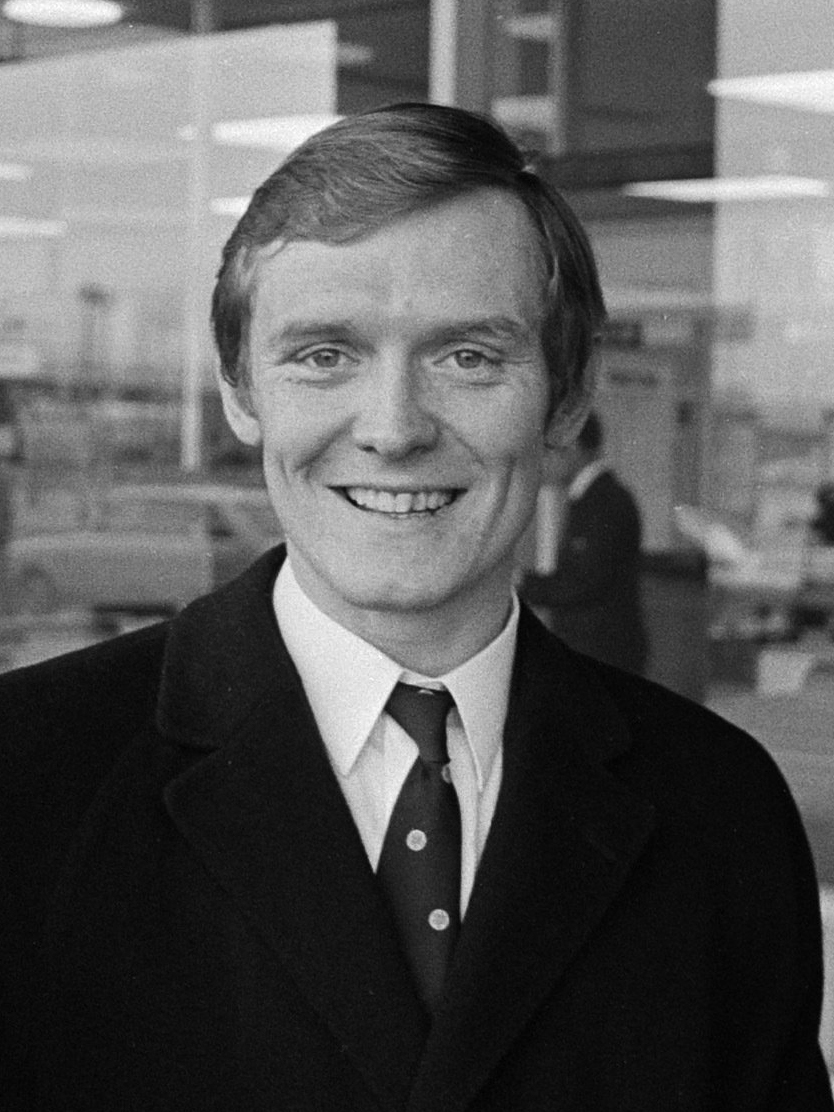
David Hay.

Davie Hay fu un altro ex calciatore, a sostituire McNeill nel luglio 1983, e ci vollero ben due anni prima che il Celtic tornasse a vincere qualcosa. Nel 1985 il Celtic rimontò un 1-0 di fine primo tempo vincendo per 2-1 contro il Dundee Utd nella finale del centenario della Coppa di Scozia, grazie a un calcio di punizione incredibile di Davie Provan ed a un gol di testa in tuffo di Frank McGarvey. L'anno seguente la formazione bianco-verde si aggiudicò il suo 34º titolo nazionale all'ultima giornata nella peggiore e meno probabile delle circostanze: per vincere il campionato, infatti, il Celtic doveva vincere la sua ultima gara con almeno tre gol di scarto contro il St. Mirren e al contempo sperare che gli Hearts perdessero col Dundee. Per fortuna loro, gli Hearts persero la partita 2-0, e i tre gol di scarto richiesti col St. Mirren divennero addirittura cinque, dato che il match finì 5-0. Per questa circostanza nacquero sia il detto broken Hearts (gioco di parole che significa "cuori infranti") che la canzone "Albert Kidd", in onore dell'attaccante del Dundee che cambiò le sorti della gara entrando dalla panchina e siglando due gol.
In ambito europeo, durante la sua gestione, la squadra raggiunse gli ottavi di finale della Coppa UEFA 1983-1984. Dopo aver eliminato al primo turno i danesi dell'Aarhus con un 5-1 complessivo (1-0 in Danimarca e 4-1 in Scozia), nei sedicesimi Celtic riuscì ad eliminare i portoghesi dello Sporting Lisbona, perdendo 2-0 in Portogallo, ma vincendo 5-0 in patria. Il cammino fu interrotto dagli inglesi del Nottingham Forest, con un pareggio a reti inviolate in trasferta, seguito da una sconfitta per 2-1 in casa. Una pagina molto amara nella storia europea biancoverde fu scritta in occasione della Coppa delle Coppe 1984-1985, nel corso della gara di ritorno degli ottavi di finale contro il Rapid Vienna. Dopo esser stati sconfitti per 3-1 in Austria, il Celtic stava vincendo per 3-0 a Glasgow, quando il difensore del Rapid, Rudolf Weinhofer, si gettò a terra, sostenendo di essere stato colpito da una bottiglia lanciata dagli spalti dai sostenitori del Celtic. Nonostante le immagini televisive dimostrassero che il giocatore non fosse stato minimamente sfiorato, l'UEFA decise di annullare la partita, e di farla rigiocare in campo neutro. Al Celtic fu anche comminata una multa di 17.000 sterline e la squalifica del campo per una partita. La ripetizione si disputò all'Old Trafford di Manchester, dove il Rapid si impose per 1-0 e guadagnò il passaggio del turno. David Hay lasciò la panchina del club al termine della stagione 1986-87, sostituito di nuovo da Billy McNeill, lasciando comunque un buon ricordo nel pubblico.

### Il ritorno diCesare il "double" del centenario (1987-1991)

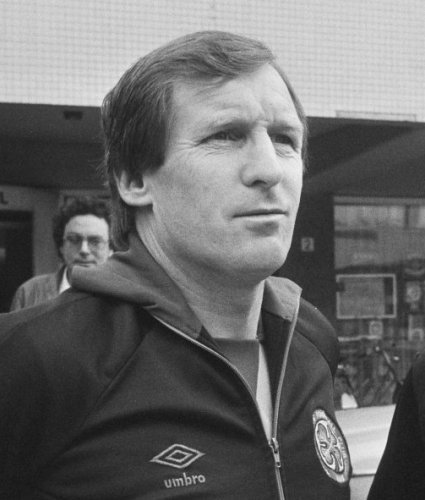
Billy McNeill, ex capitano del Celtic. Allenò la compagine biancoverde dal 1978 al 1983 e dal 1987 al 1990.

Quando Billy McNeill tornò a gestire la squadra nel 1987, il Celtic sembrò destinato ad un altro periodo di dominio assoluto, stabilendo un record di imbattibilità di 31 partite, culminato in una storica vittoria del campionato 1987-88 e, il 14 maggio, della coppa nazionale (2-1 contro il Dundee Utd, con doppietta di Frank McAvennie). Il 1988 rappresenta, poi, l'anno del centenario per il Celtic. Tra gli eventi celebrativi, il 7 agosto, al Celtic Park, in una suggestiva cornice di 42.000 spettatori, si tenne un'amichevole di lusso con i brasiliani del Cruzeiro. Il Celtic vinse il match per 4-2, con una tripletta di Andy Walker e ad un goal di McAvennie, aggiudicandosi la Coppa del Centenario. Nonostante il successo iniziale degli uomini di McNeill, al double campionato e coppa della stagione 1987-88, ne seguì una molto più modesta, soprattutto in campionato, evidenziata da una brutta sconfitta contro i Rangers per 5-1 ad inizio stagione. La squadra terminò il campionato al terzo posto, dietro i rivali cittadini dei Rangers e all'Aberdeen. Tuttavia, la stagione 1988-89 fu salvata grazie alla vittoria della Scottish Cup battendo i Rangers 1-0 con un gol di Joe Miller. Inoltre, il 4 aprile 1989, prima della fine del campionato, gli uomini di McNeill, campioni di Scozia in carica, si tolsero la soddisfazione di conquistare il titolo di 'Unofficial British Champions'. Infatti, il Celtic affrontò il Liverpool, campione d'Inghilterra, nella terza (e ultima) edizione della Dubai Champions Cup. Tale competizione prevedeva una sfida annuale tra i campioni di Scozia e Inghilterra da disputarsi negli Emirati Arabi Uniti. Le due precedenti edizioni avevano visto trionfare prima il Liverpool (sul Celtic), poi i Rangers (sull'Everton), sempre ai calci di rigore. L'edizione del 1989 si svolse allo stadio Al-Nasar di Dubai. Ai Bhoys non bastò la rete di Mark McGhee, e le squadre terminarono i tempi regolamentari sul punteggio di 1-1. Anche questa volta, si ricorse ai calci di rigore, e fu il Celtic ad aggiudicarsi il trofeo e la British Championship, vincendo per 4-2.
Nella stagione 1989-90 il nuovo attaccante polacco del Celtic Dariusz Dziekanowski segnò quattro gol nel primo turno della Coppa delle Coppe contro il Partizan, e la squadra uscì dalla competizione per la regola dei gol fuori casa (fu sconfitta 2-1 a Belgrado e vinse 5-4 a Glasgow). In campionato arrivò quinta. Giunta in finale di coppa di Scozia, invece, subì la sconfitta contro l'Aberdeen ai calci di rigore.
La stagione seguente il Celtic apparì fuori dai giochi in campionato molto presto, nonostante il loro centrale Paul Elliott fosse stato eletto il giocatore dell'anno. Raggiunsero la finale di Coppa di Lega per essere poi battuti dai Rangers ai supplementari. Comunque, la vendetta fu consumata nel quarto di finale della Coppa di Scozia: in una folle giornata di San Patrizio, il Celtic vinse 2-0 con i rivali grazie alle reti di Gerry Creaney e Dariusz Wdowczyk, in una partita caratterizzata da 4 espulsioni (3 per i Rangers ed 1 per il Celtic). La soddisfazione durò poco anche in quella competizione, dato che il Celtic fu poi eliminato in semifinale dal Motherwell con un pesante 4-2, che determinò l'ultimo abbandono di McNeill alla guida del club.

### Liam Brady, Neuchatel Xamax e Lou Macari (1991-1994)
Liam Brady fu scelto come nuovo allenatore del Celtic poco dopo l'abbandono di McNeill, divenendo soltanto l'ottavo manager dopo cento anni; ma fu anche il primo ad allenare la squadra senza mai avervi giocato. Nonostante le sue credenziali come calciatore di Arsenal e Juventus, oltre che per la Nazionale di calcio irlandese, la sua gestione risultò abbastanza fallimentare. Il 22 ottobre 1991, al secondo turno di Coppa UEFA contro la formazione svizzera del Neuchatel Xamax, il Celtic perse 5-1, una delle peggiori sconfitte europee della storia del club. Nella partita di ritorno il Celtic non andò oltre la vittoria per 1-0, e fu eliminata con un risultato totale di 5-2. Con una sconfitta contro l'Airdrie nella Coppa di Lega poche settimane prima, Brady lasciò il club presto, e i cosiddetti barren years del club continuarono con la guida di un altro ex-calciatore, Lou Macari. L'unica soddisfazione di "rilievo" in quei primi anni 90, fu la vittoria di un'edizione del Tennets Sixes, un torneo di calcio a sei tra squadre scozzesi di I e II Division, avvenuta il 14 gennaio del 1992 (vittoria in finale per 4-2 contro il St Johnstone F.C.). Infatti, nelle successive stagioni il Celtic non alzò alcun trofeo. Nel campionato 1991-92 e 1992-93 si classificò al terzo posto, ottenendo comunque la qualificazione alla Coppa UEFA. Arrivò quarto, invece, al termine del campionato 1993-94, rimanendo fuori da qualsiasi competizione europea.

### Il rinnovamento di Fergus McCann (1994-1997)

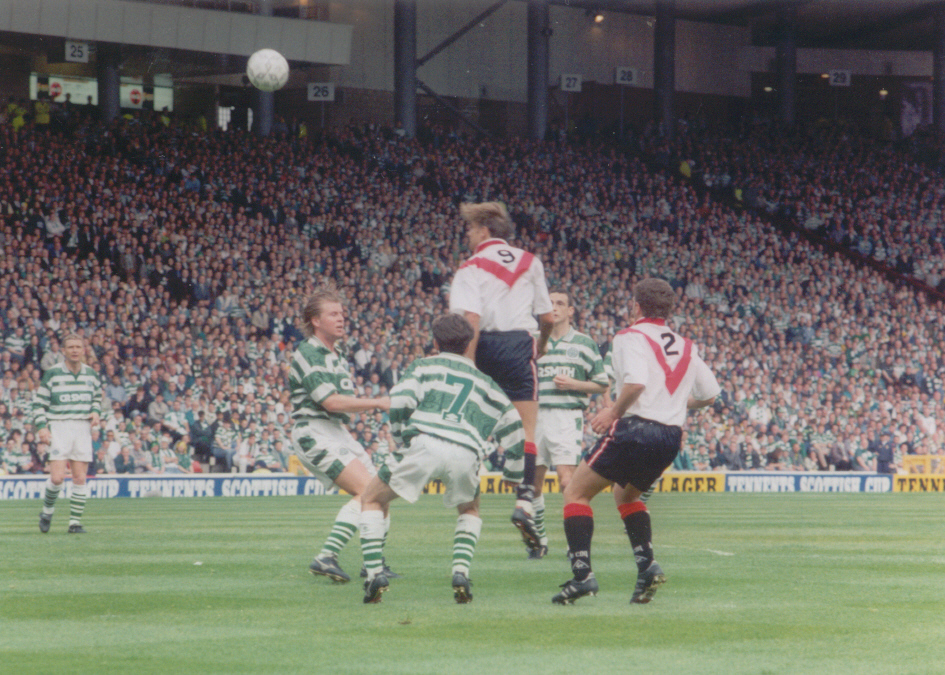
Fase di partita della finale di Coppa di Scozia del 1995 vinta contro l'Airdrieonians.

La Bank of Scotland informò il Celtic il 3 marzo 1994 che aveva un debito superiore a 5 milioni di sterline. Fu in quel momento che l'imprenditore Fergus McCann, ormai residente in Canada, prese controllo del 51% del club: subito estromise le famiglie storiche che avevano gestito il Celtic dalla sua fondazione e cominciò un lavoro di rinnovamento. L'intervento di McCann fu per molti provvidenziale, e secondo i media riuscì ad impossessarsi del club otto minuti prima che fosse dichiarata la bancarotta.
Per ripianare il debito considerevole della squadra McCann trasformò il Celtic in una public limited company - Celtic PLC -, equivalente in Italia ad una società a responsabilità limitata solo con partecipazione pubblica, in un'operazione talmente riuscita da essere considerata una delle migliori nella storia dei mercati finanziari britannici. Ben presto la dirigenza ripianò il debito e rimpinguò le casse di 14 milioni di sterline, furono ampliati servizi relativi al club e, soprattutto, fu ricostruito il Celtic Park nella moderna struttura attuale, in modo da rivaleggiare ai migliori impianti europei. Sotto l'aspetto tecnico, Lou Macari fu licenziato da McCann e sostituito dall'ex calciatore Tommy Burns, che adottò un sistema di gioco molto più offensivo.
Nonostante il periodo buio a livello finanziario, e mantenendo una gestione comunque accorta dei conti economici del club, il Celtic ha comunque conseguito buoni successi.
Sotto la guida di Burns, i bianco-verdi vinsero la Scottish Cup nel 1995 1-0 contro l'Airdrieonians, con goal dell'attaccante olandese Pierre van Hooijdonk (rifacendosi della precedente sconfitta ai rigori in finale di coppa di lega contro il Raith Rovers), ma si piegarono al predominio dei rivali Rangers in campionato. Al termine della stagione, si classificarono nuovamente al quarto posto. Arrivò un secondo posto l'anno successivo, sempre dietro i Rangers, con 4 punti di distacco. Dopo l'ulteriore occasione sfumata, nel 1997, per ritornare a vincere il titolo di campione di Scozia (per i Rangers si trattava, invece, del 9º campionato consecutivo), Burns fu esonerato con l'intero staff tecnico.
In questo periodo accadde anche un incidente piuttosto sgradevole riguardante Jim Farry, che in funzione di principale organo esecutivo della SFA, deliberatamente ritardò l'iscrizione al campionato del calciatore nazionale portoghese Jorge Cadete, lasciando il Celtic privo del suo nuovo acquisto per gran parte dei match importanti della stagione. Fergus McCann protestò con la SFA, che ritenne Jim Farry colpevole di condotta gravemente scorretta in relazione alla sua posizione.

### L'anno di Jansen (1997-1998)

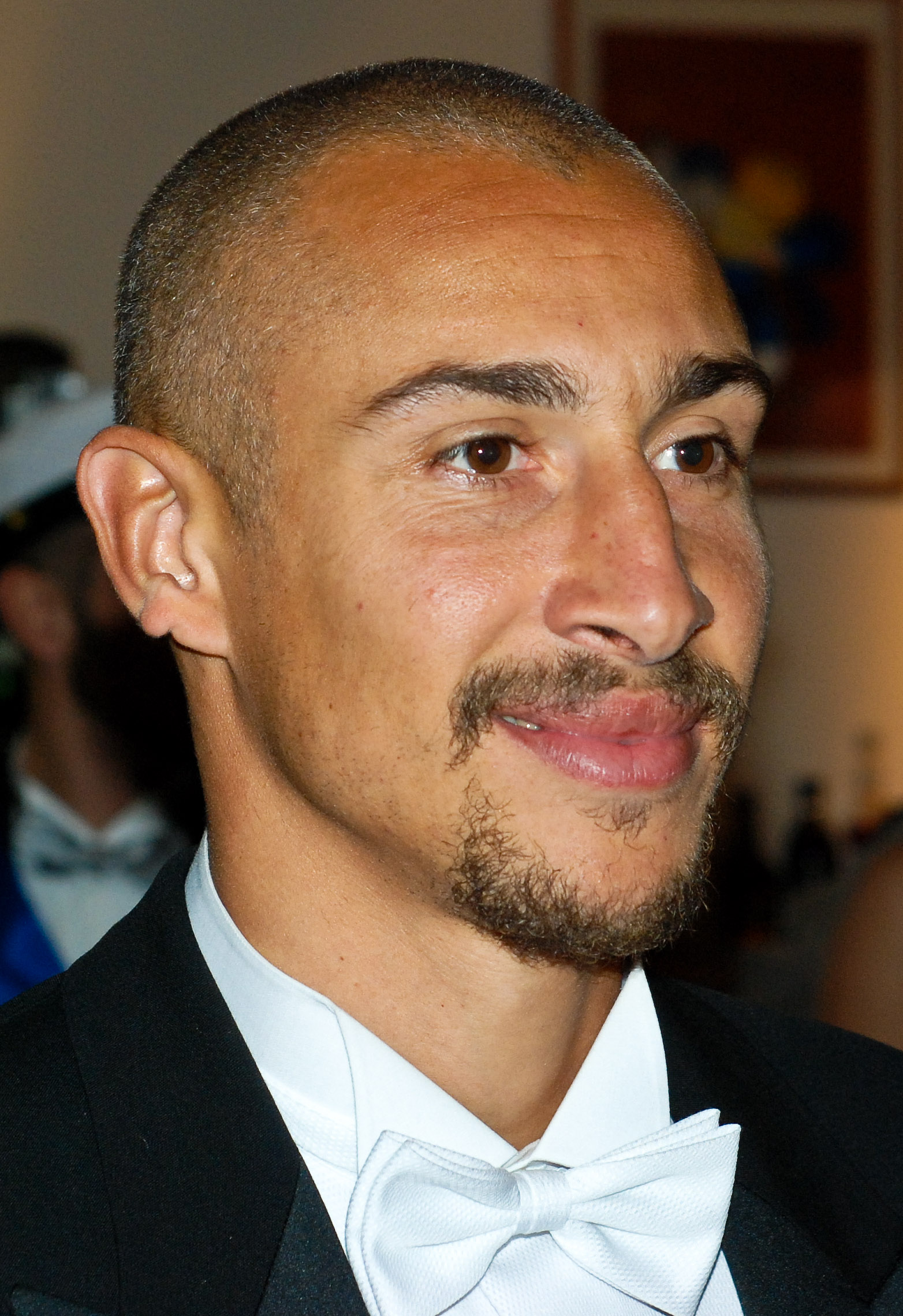
Henrik Larsson, calciatore simbolo del Celtic degli anni novanta e vincitore della Scarpa d'oro nel 2001.

Dopo le dimissioni di Burns, per la stagione 1997-98 tutti si aspettavano l'incarico affidato all'ex difensore della squadra Roy Aitken. Invece, la dirigenza scelse a sorpresa il tecnico olandese Wim Jansen, cambiando inoltre alcune posizioni all'interno del club: la posizione centrale del manager fu abolita, e fu istituita una doppia figura, l'head coach (l'allenatore) e il general manager. Quest'ultimo compito fu affidato, non senza controversie, al legale ed ex commentatore televisivo Jock Brown. Jansen fu aiutato da Murdo MacLeod nella gestione tecnica della squadra.
Con parecchi nuovi ingaggi, tra i quali quello di Henrik Larsson, uomo simbolo del Celtic anni '90, per un prezzo di £.650.000 dagli olandesi del Feyenoord Rotterdam, il 30 novembre 1997, il Celtic si aggiudicò il primo trofeo stagionale, ovvero la Scottish League Cup, battendo il Dundee Utd per 3-0, grazie alle reti di Marc Rieper, Craig Burley e dello stesso Larsson. In Coppa UEFA gli uomini di Jansen superano facilmente i primi due turni preliminari, eliminando i gallesi dell'Inter Cardiff FC e gli austriaci del FC Wacker Tirol, rispettivamente con un punteggio complessivo di 8-0 e 7-5. L'avventura nella competizione termina ai trentaduesimi, dove il Celtic viene eliminato dal Liverpool per la regola dei goal realizzati in trasferta, pareggiando 2-2 in Scozia e 0-0 in Inghilterra.
In Scottish Premier Division, dopo un inizio in salita (due sconfitte nelle prime due giornate, contro Hibernian e Dumfermline) il Celtic riesce alla fine a superare i Rangers per la prima volta in circa dieci anni, distaccando gli eterni rivali di 2 punti nella classifica finale. Per ottenere il successo, però, si dovette attendere una vittoria in casa all'ultima giornata contro il St Johnstone. Era il 9 maggio 1998 e il Celtic si impose per 2-0, con una rete di Henrik Larsson all'inizio del primo tempo, e una di Harald Martin Brattbakk nel corso della ripresa.
La conquista del titolo di campione di Scozia, che mancava dal 1988, fu molto importante per la società e i tifosi bianco-verdi, in quanto permise al Celtic di conservare il record, seppur in condivisione con i Rangers, di 9 campionati vinti consecutivamente.
Nonostante il trionfo per il 36º titolo nazionale, i festeggiamenti per la vittoria del titolo si svilirono quando a Jansen non furono garantiti fondi extra per rafforzare l'organico: il tecnico olandese si dimise appena due giorni dopo la vittoria del titolo, mentre Brown lo seguì poco dopo.

### Doctor Jo (1998-1999)
Si speculò su una gran quantità di nomi dopo l'addio a sorpresa di Jansen per la guida tecnica della squadra, ma l'uomo scelto in seguito fu l'inaspettato slovacco Jozef Vengloš. La decisione portò molto disappunto tra i tifosi, preoccupati per i risultati del tecnico alla guida della formazione inglese dell'Aston Villa. Le paure dei sostenitori non tardarono a concretizzarsi, dato che il Celtic fu estromesso subito dalla Champions League, dalla Coppa UEFA e dalla Coppa di Lega, ma si riprese quantomeno in campionato dove lottò per il titolo fino alla penultima giornata - e battendo anche i Rangers 5-1. In ogni caso, la squadra non sembrava effettivamente capace di competere i rivali cittadini per il titolo, ed una sconfitta nella finale di Coppa di Scozia fu solo l'ulteriore conferma della mancanza di progressi. Poco dopo la fine della stagione Vengloš si dimise da allenatore, andando a coprire il ruolo di osservatore in Europa.

### La stagione di Barnes e Dalglish (1999-2000)
La stagione 1999-2000 è considerata come una delle più disastrose della storia del club. Kenny Dalglish tornò nel club, questa volta come general manager, ruolo rimasto vacante per almeno un anno, mentre la gestione tecnica della squadra fu affidata all'ex calciatore inglese del Liverpool John Barnes.
Barnes non aveva mai allenato una squadra professionistica, e le peggiori preoccupazioni della tifoseria trovarono subito riscontro subito dopo il girone d'andata, dove il titolo per il campionato era già compromesso. A seguito di una serie di risultati scadenti - tra i quali l'eliminazione dalla Coppa UEFA ed una gamba rotta a Lione per Henrik Larsson - i Rangers aumentarono il divario in maniera drammatica in testa alla classifica, suscitando le prime domande di esonero per Barnes.
Ma l'episodio più umiliante della stagione accadde l'8 febbraio del 2000, quando il Celtic ospitò una gara di Coppa di Scozia contro il Caledonian Thistle di Inverness, in forma ma modesta squadra di 1 Division scozzese (seconda serie), avversaria che sulla carta non aveva quasi possibilità di battere la compagine di Glasgow: invece la formazione delle Highlands uscì dal Celtic Park con un'incredibile vittoria per 3-1, che scatenò una protesta dei tifosi bianco-verdi, che si radunarono a centinaia fuori dallo stadio. Il quotidiano The Sun titolò il giorno uno dei suoi trafiletti in prima pagina come "Super Caley Go Ballistic, Celtic Are Atrocious". Rifiutandosi di parlare alla stampa il giorno della partita, Barnes organizzò una conferenza stampa il giorno dopo, nella quale dichiarò che un litigio tra lui ed il calciatore Mark Viduka a metà primo tempo aveva influenzato molto negativamente la squadra ed era la causa principale della sconfitta. Barnes fu licenziato il mattino seguente.
Kenny Dalglish allora prese in mano la gestione dell'organico, traghettando la squadra fino a fine stagione e richiamando Tommy Burns ad aiutarlo. Nonostante il rispetto che Dalglish si procurò da parte della tifoseria, poco poté per cambiare le sorti di una stagione disgraziata, ed il club finì il campionato 21 punti dietro i Rangers. La vittoria della Coppa di Lega sull'Aberdeen, per 2-0, con le reti di Tommy Johnson e Vidar Riseth, fu l'unica consolazione in una delle stagioni più brutte della storia del club.

### Il quinquennio di O'Neill e la finale di Coppa UEFA (2000-2005)

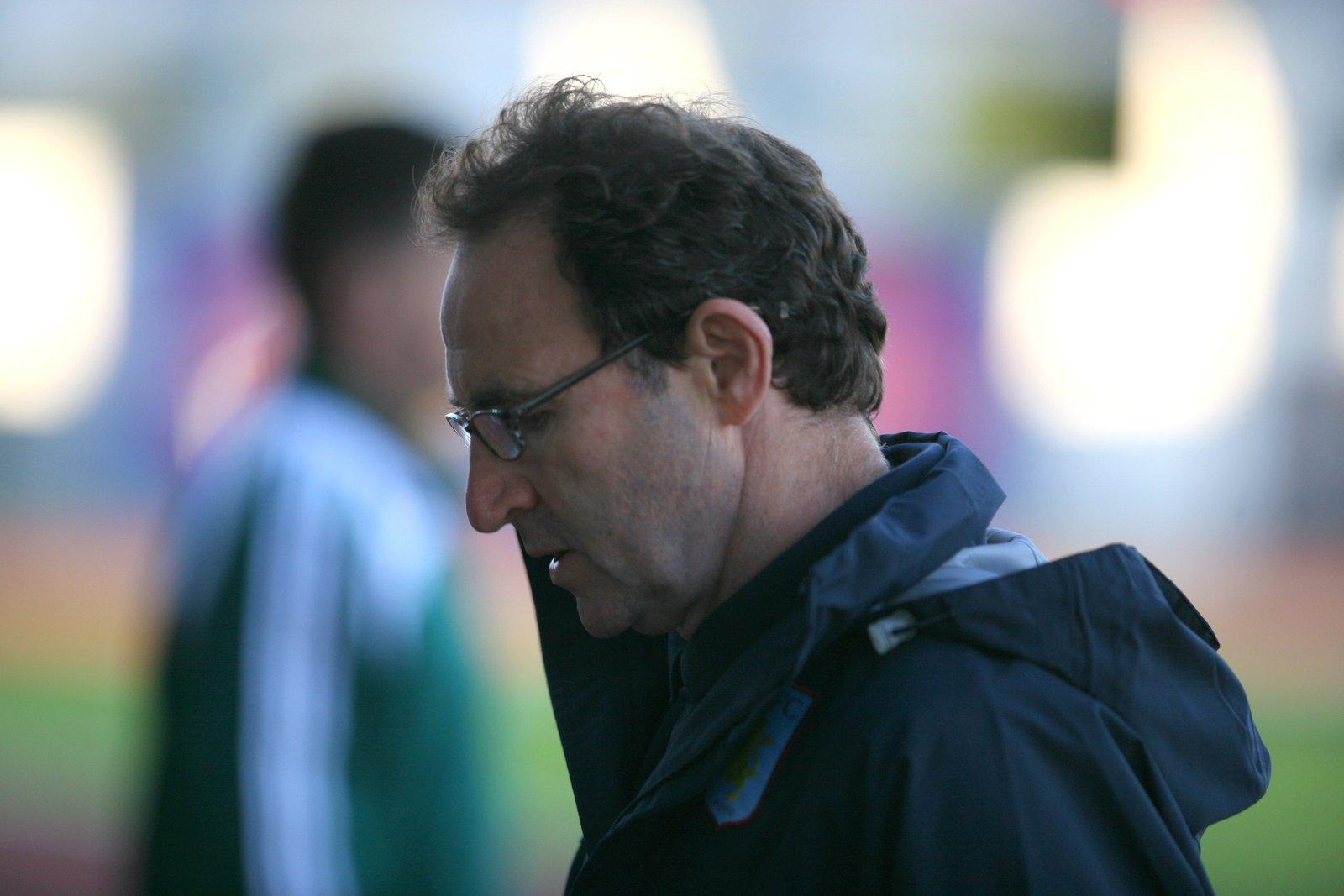
Martin O'Neill, allenatore dal 2000 al 2005.

Nel 2000 fu nominato allenatore Martin O'Neill, chiamato a risollevare il club dopo il fiasco di Barnes e Dalglish. Sotto la sua gestione il Celtic si aggiudicò tre volte su cinque la Scottish Premier League.
Il 2000-2001 fu una delle stagioni più memorabili nella storia della squadra biancoverde, che ottenne il treble (il terzo nella storia del club, dopo il 1967 e 1969) campionato-Coppa di Scozia-Coppa di Lega dopo trentadue anni – O'Neill fu il secondo allenatore a riuscire nell'impresa dopo Jock Stein – e si impose sui Rangers in modo netto (6–2 e 1-0 al Celtic Park; 3–0 ad Ibrox), vincendo il torneo in scioltezza. Con 35 reti realizzate in quella stagione, Henrik Larsson diventa il miglior marcatore a livello europeo, vincendo la Scarpa d'oro.
La stagione successiva, la squadra biancoverde conquistò il trentottesimo campionato della propria storia con ben 103 punti: si tratta del record di punti in un campionato a livello europeo, tuttora imbattuto. Inoltre dal 2001 al 2004 il Celtic fece registrare una striscia di imbattibilità interna di 77 partite, che comprese anche un record per la Scottish Premier League: il maggior numero di vittorie di fila in una stagione.

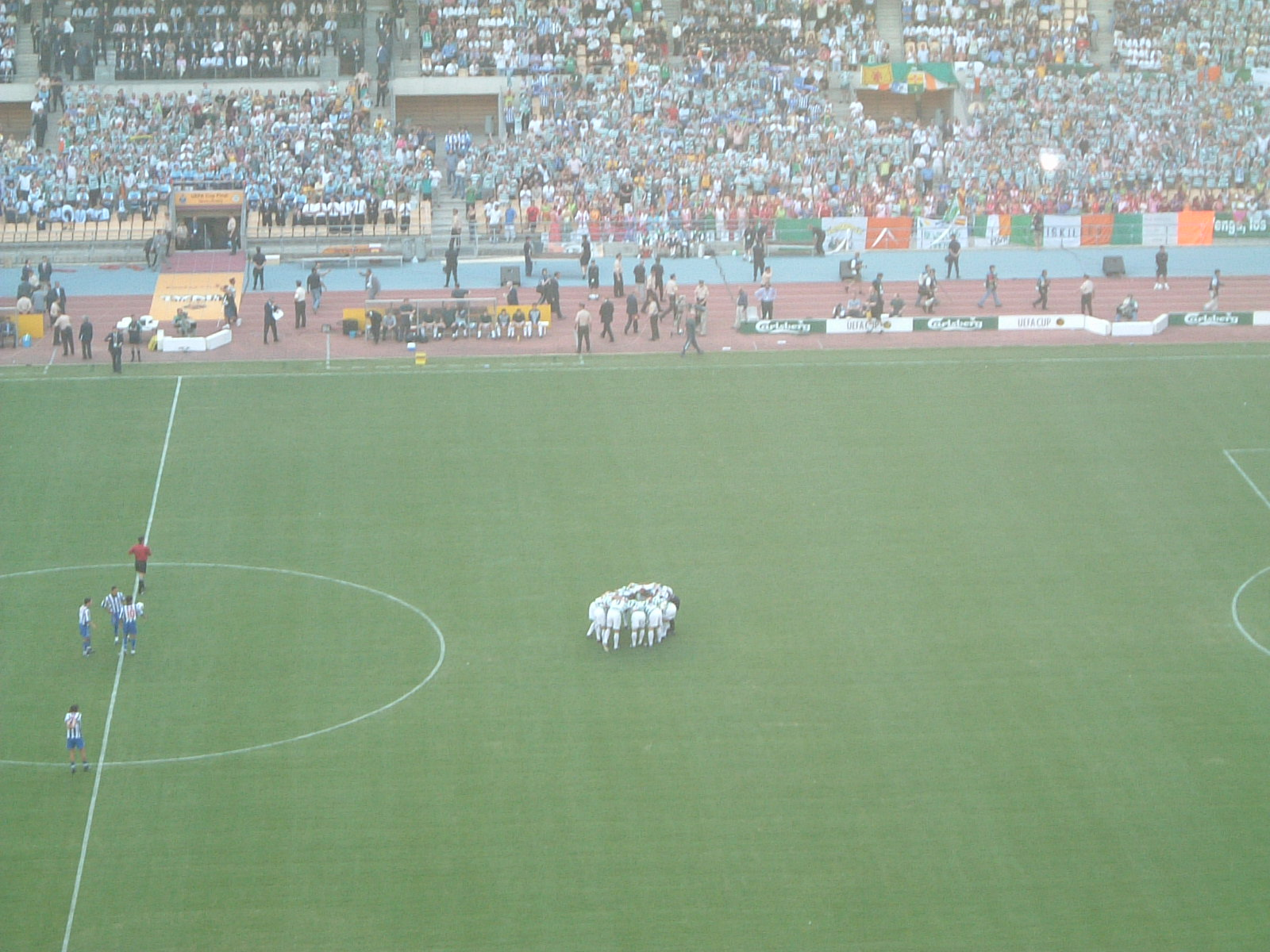
Il Celtic nel pre-gara della finale di Coppa UEFA 2002-2003.

In tre occasioni il Celtic di O'Neill si qualificò per la fase a gironi della UEFA Champions League e in altrettante occasioni fallì l'accesso agli ottavi di finale, nonostante il conseguimento di alcune vittorie, anche di prestigio, nel corso delle edizioni 2001-02 (1-0 sul Porto, 1-0 sul Rosenborg, 4-3 sulla Juventus), 2003-04 (2-0 sul Lione, 1-0 sull'Anderlecht). Nella stagione europea 2002-03, dopo aver fallito l'accesso alla fase a gironi della Champions League, il Celtic recita un ruolo da protagonista in Coppa UEFA, raggiungendo la finale della competizione. Dopo essersi facilmente sbarazzati al primo turno dei lituani del FK Sūduva con un 10-1 complessivo (doppia vittoria, per 8-1 e 2-0), durante il loro cammino ottengono successi importanti, come su Celta Vigo ai sedicesimi, superando gli spagnoli per la regola delle reti realizzate in trasferta (pareggio per 2-2 al termine dei 180 minuti), le vittorie su Stoccarda (5-4 complessivo tra andata e ritorno) agli ottavi, nei due derby britannici, prima contro il Blackburn (3-0) al secondo turno, poi contro il Liverpool (3-1) ai quarti. Molto ricordata dai tifosi la sfida di ritorno contro i Reds ad Anfield, dove il Celtic si impose per 2-0, grazie ad un calcio di punizione trasformato da Alan Thompson nel corso del primo tempo, e ad una splendida rete su tiro da fuori area di John Hartson nei secondi 45 minuti. Al cardiopalma, invece, la doppia sfida in semifinale contro i portoghesi del Boavista, quando, dopo il pareggio per 1-1 del Celtic Park, una rete di Henrik Larsson a dieci minuti dalla fine, garantisce al Celtic la vittoria per 1-0 nel ritorno a Porto. Nella finale di Siviglia, però, gli scozzesi vengono sconfitti dai portoghesi del Porto per 3-2 ai tempi supplementari. Per i Bhoys, entrambe le reti vengono siglate da Larsson, che viene nominato comunque 'man of match' al termine dell'incontro. Nonostante la sconfitta gli scozzesi portarono a casa un'onorificenza importante: il premio Fair Play (sia dalla FIFA che dalla UEFA) per il comportamento esemplare tenuto dagli oltre 80.000 sostenitori arrivati nella città iberica per seguire la loro squadra. In campionato, i biancoverdi arrivano secondi, senza alzare alcun trofeo stagionale.
Nella stagione 2003-04, il Celtic, si classifica al terzo posto nel proprio girone di Champions League, accedendo, quindi, ai sedicesimi di Coppa UEFA. Sulla strada dei Bhoys si presenta il Barcellona. La compagine di O'Neill, grazie ad un goal di Thompson, vince sui catalani per 1-0 al Celtic Park nella gara d'andata. In quella di ritorno, i Bhoys riescono ad uscire indenni dal Camp Nou pareggiando per 0-0, qualificandosi così per i quarti. Qui termina il cammino europeo, ad opera di un'altra spagnola, il Villareal, pareggiando per 1-1 in Scozia, e perdendo per 2-0 in Spagna. In patria, i Bhoys ottengono un double: il 18 aprile, grazie ad una rete di Stilijan Petrov, il Celtic vince per 1-0 in casa del Kilmarnock, aggiudicandosi il 39ºtitolo nazionale con sei giornate d'anticipo. Il 22 maggio, invece, conquista la 32º Coppa di Scozia, battendo 3-1 il Dunfermline, con Larsson (doppietta) e Petrov marcatori per i biancoverdi. Con la vittoria della coppa nazionale, lo storico attaccante Henrik Larsson conclude la sua carriera al Celtic dopo ben sette anni. Con ben 242 reti complessive segnate in maglia bianco-verde, si congeda dai tifosi lasciando un ricordo indelebile nella loro memoria. Inoltre, con tutte le sue reti l'attaccante svedese diventa il terzo marcatore nella speciale classifica dei giocatori più prolifici di tutti i tempi del Celtic, alle spalle di Jimmy McGrory (472) e Bobby Lennox (273). La sua ultima partita in assoluto con i cattolici di Glasgow avviene il 25 maggio, in occasione di un'amichevole (vinta per 1-0, grazie ad una rete nella ripresa di Chris Sutton) organizzata in suo onore contro gli spagnoli del Siviglia.
Il campionato 2004-05, invece, si è concluso con una sorta di Caporetto per i "Bhoys", che all'ultima giornata hanno perso nei minuti finali dell'incontro contro il Motherwell per 2-1, consegnando così il titolo agli odiati Rangers. Agli uomini di O'Neill bastava un pareggio per essere campioni di Scozia. Ironia della sorte, entrambe le reti dei Wells furono realizzate da Scott McDonald, che vestirà la divisa bianco-verde dal 2007 al 2010 (realizzando molte reti importanti per i Bhoys). Il Celtic riesce però a vincere la Coppa di Scozia, battendo 1-0 in finale il Dundee Utd, grazie ad una rete realizzata da Alan Thompson nel corso del primo tempo. In Champions League, la squadra raccoglie solo 5 punti (una vittoria contro lo Šachtar e due pareggi contro Milan e Barcellona) e si piazza ultima nel proprio girone, ad un punto dal terzo posto che avrebbe garantito almeno la qualificazione ai sedicesimi di Coppa UEFA.

### Il quadriennio di Strachan (2005-2009)

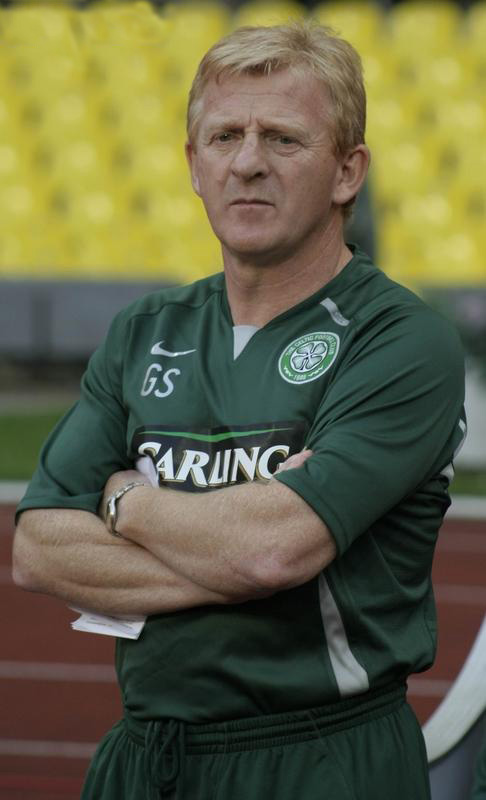
Gordon Strachan alla guida del Celtic.

Nel 2005 O'Neill è stato rimpiazzato da Gordon Strachan. Tra i nuovi acquisti, in squadra arrivano il giapponese Shunsuke Nakamura e l'ex stella del Manchester United Roy Keane. La stagione 2005-06 si è aperta con l'inaspettata eliminazione nel secondo turno preliminare della Champions League a opera degli slovacchi dell'Artmedia Bratislava. Gli scozzesi, sconfitti in Slovacchia per 5-0, hanno poi parzialmente ridotto il passivo nella gara di ritorno vincendo 4-0, che tuttavia non è bastato per essere ammessi alla più importante competizione europea. In ambito nazionale, il 19 marzo, il Celtic è riuscito a riconquistare la Coppa di Lega, battendo il Dunfermline per 3-0, con le reti di Shaun Maloney, Maciej Żurawski e Dion Dublin. In seguito vincerà la Scottish Premier League con molte giornate di anticipo sulla chiusura del torneo, lasciandosi alle spalle la rivelazione Hearts, che per gran parte della stagione aveva occupato la prima posizione. A fine stagione, Keane sarà costretto a dare l'addio al calcio per problemi fisici.
Nel 2006-07 il Celtic continuò a dominare il campionato scozzese. Alla fine di gennaio aveva 19 punti di vantaggio sulla seconda, i Rangers. Il 22 aprile 2007, con una vittoria per 2-1 contro il Kilmarnock, grazie ad un gol di Vennegoor of Hesselink, e ad un calcio di punizione da 25 metri magistralmente trasformato da Shunsuke Nakamura, il Celtic si assicurò il titolo con quattro giornate di anticipo, lasciando i Rangers a 13 punti di distanza dalla vetta della graduatoria. In Champions League i biancoverdi furono eliminati agli ottavi di finale dal Milan, poi vincitore del trofeo, perdendo per 1-0 la gara di ritorno a San Siro al termine dei tempi supplementari (l'andata in Scozia era finita con il risultato di 0-0). La stagione europea resta comunque da ricordare per le decisive vittorie casalinghe contro Benfica (3-0, con un goal del difensore Stephen Pearson e una doppietta dell'attaccante Kenny Miller) ma, soprattutto, contro il Manchester United, quando una rete su calcio di punizione di Nakamura, e un rigore parato da Artur Boruc a Louis Saha nei minuti finali, garantirono la vittoria ai Bhoys per 1-0, oltre che il passaggio del turno agli ottavi (per la prima volta da quando è stata istituita la fase a gironi), piazzandosi al secondo posto nel proprio girone, alle spalle dello stesso United. Il 26 maggio il Celtic si aggiudicò anche la sua 34ª Coppa di Scozia, battendo 1-0 il Dunfermline, con goal di Jean-Joël Perrier-Doumbé.

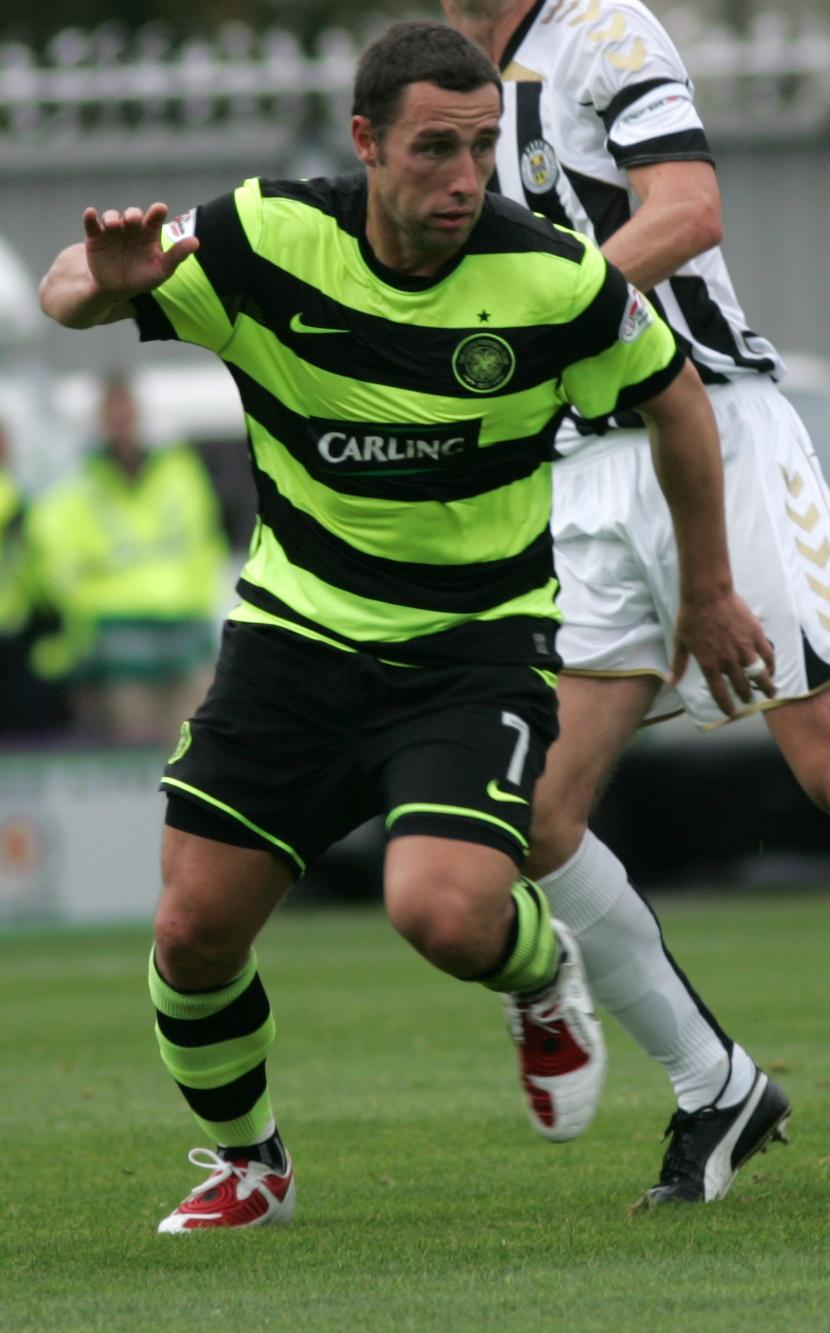
Scott McDonald:55 reti realizzate con il Celtic dal 2007 al 2010.

Nel 2007-08 nel corso della Champions League, Il Celtic affronta lo Spartak Mosca nel terzo turno preliminare. Nella partita d'andata, in Russia, la squadra rimedia un prezioso pareggio per 1-1, con un goal di Paul Hartley. Nel ritorno, il Celtic rimedia un altro 1-1 (con goal di McDonald), superando poi russi grazie alla lotteria dei calci di rigore. Nel corso della fase a gironi, gli uomini di Strachan capitalizzano al massimo le gare casalinghe, vincendo 2-1 contro il Milan (con goal di Stephen McManus e Scott McDonald), 1-0 contro il Benfica (Aiden McGeady) e 2-1 in rimonta, all'ultima giornata, contro lo Šachtar (Jiří Jarošík e Massimo Donati nei minuti di recupero), qualificandosi così agli ottavi di finale per il secondo anno consecutivo. Anche in questa occasione, il cammino europeo del Celtic viene interrotto, stavolta per mano del Barcellona, in conseguenza di due sconfitte (3-2 in casa e 1-0 in trasferta). La squadra bianco-verde ha vinto comunque il campionato, all'ultima giornata, con 3 punti di vantaggio sui Rangers. Quella stagione i Bhoys monopolizzarono anche la classifica marcatori. Infatti, capocannoniere del torneo fu McDonald con 25 reti. In seconda posizione, a quota 15, un altro attaccante del Celtic, l'olandese Jan Vennegoor of Hesselink.
Meno fortunata è la stagione successiva: in Champions League il Celtic viene inserito nel girone con gli inglesi del Manchester United, gli spagnoli del Villarreal e i danesi dell'Aalborg. Si classificherà ultimo con 5 punti (ad un solo punto dal terzo posto, utile per la qualificazione ai sedicesimi di Europa League), frutto di due pareggi con danesi (0-0) e inglesi (1-1), e un'inutile vittoria (2-0) sugli spagnoli all'ultima giornata. In patria non riesce a confermare il titolo di campione di Scozia, arrivando secondo, superato dai rivali dei Rangers. In Coppa di Scozia uscirà ai quarti, perdendo 1-0 in casa del St. Mirren. Riuscirà comunque a vincere la 14ª Coppa di Lega scozzese, in finale, per 2-0, grazie alle reti di Darren O'Dea, e Aiden McGeady su rigore, proprio contro i Rangers, alla fine dei tempi supplementari. La stagione si è conclusa con il congedo a Strachan, sostituito da Tony Mowbray.

### L'arrivo di Neil Lennon e i tre titoli consecutivi (2010-2014)

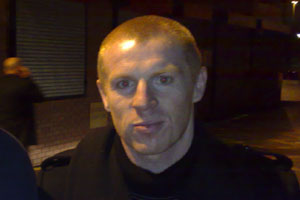
Neil Lennon, ex capitano e bandiera del club, allenatore della compagine tra il 2010 e il 2014.

Il 24 luglio del 2009 il Celtic diventa la " prima squadra scozzese " a giocare nel nuovo stadio di Wembley, partecipando alla prima edizione della Wembley Cup (insieme ai campioni d'Europa in carica del Barcellona, gli inglesi del Tottenham e i campioni d'Africa dell'Al-Ahly). La vittoria della competizione (battendo 5-0 l'Al-Ahly e, due giorni dopo, 2-0 il Tottenham) impreziosì ulteriormente l'evento. Insieme alla Translink Cup (competizione annuale che promuove la lotta al razzismo), vinta pochi giorni prima in Australia contro il Brisbane Roar Football Club, saranno gli unici trofei della stagione per i Bhoys. Infatti, nonostante il buon precampionato, la stagione di Tony Mowbray sulla panchina degli scozzesi è stata tutt'altro che felice: il Celtic, dopo aver eliminato la Dinamo Mosca nel terzo turno preliminare dalla Champions League (perdendo 1-0 in casa, ma vincendo 2-0 in trasferta), fu prima estromesso dalla competizione ai play-off ad opera dell'Arsenal (sconfitta a Glasgow per 2-0, e a Londra per 3-1) e in seguito anche dall'Europa League, dopo che la squadra giunse in terza posizione nel girone eliminatorio. In campionato i risultati furono scarsi e la squadra ebbe una stagione difficile, non riuscendo ad impedire ai rivali dei Rangers Glasgow la vittoria per il secondo anno consecutivo. Mowbray si dimise a marzo, all'indomani di una sconfitta per 4-0 in campionato contro il St. Mirren. Al suo posto venne nominato come allenatore l'ex giocatore Neil Lennon. La stagione vede il Celtic terminare in seconda posizione dietro i rivali cittadini di Ibrox Park. A nulla servì a febbraio l'arrivo in prestito dal Tottenham del forte attaccante Robbie Keane. A soddisfazione personale, segnò 16 reti in 19 presenze, diventando il capocannoniere e il miglior giocatore del club della stagione.

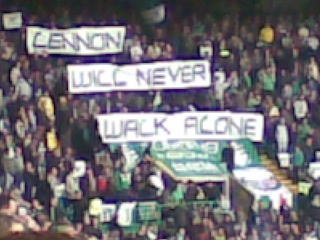
Uno striscione d'incoraggiamento dei tifosi per Neil Lennon a seguito delle minacce di morte ricevute.

Durante la sessione estiva di mercato della stagione 2010-11, la società ha piazzato colpi importanti come quello di Daryl Murphy e di Efraín Juárez, perdendo però allo stesso tempo Aiden McGeady, passato allo Spartak Mosca per 10 milioni di sterline. La stagione è molto amara per i Bhoys. La squadra esce sconfitta sia dal terzo turno preliminare di Champions League contro i portoghesi dello Sporting Braga (sconfitta per 3-0 in Portogallo, e vittoria per 2-1 in Scozia) che dai play-off di Europa League contro gli olandesi dell'Utrecht (vittoria casalinga per 2-0, seguita da una pesante sconfitta per 4-0 in trasferta). Inoltre, durante l'anno accade un drammatico episodio in società: nel marzo 2011, a Lennon viene spedito un pacco bomba. Fortunatamente viene intercettato dalla polizia postale. In risposta alle minacce di morte, arrivarono attestati di solidarietà e di condanna per il vile attentato da parte dell'intera tifoseria biancoverde, e da personaggi di spicco, quali il primo ministro scozzese Alex Salmond, e il presidente della UEFA Michel Platini, i quali descrissero l'accaduto come un puro atto di terrorismo. Dopo queste minacce, Lennon viene successivamente messo sotto scorta. Già in precedenza, Lennon e i giocatori Nordirlandesi in forza al Celtic Niall McGinn e Patrick McCourt avevano ricevuto lettere minatorie contenenti proiettili. Al di là di questi episodi incresciosi, in campionato la squadra si piazza nuovamente seconda dietro i rivali dei Rangers, con un solo punto di distacco. Il 21 maggio, però, vince la sua 35ª Scottish Cup battendo 3-0 il Motherwell, con Ki Sung-Yueng (premiato al termine della partita come 'man of match'), Mark Wilson e Charlie Mulgrew marcatori dell'incontro.
Nella stagione successiva, il Celtic partecipa all'Europa League, incontrando al terzo turno preliminare il Sion. La gara d'andata al Celtic Park termina con il risultato di 0-0. Il ritorno, invece, 3-1 per gli svizzeri. Nonostante la sconfitta al termine del doppio confronto, il Celtic partecipa ugualmente alla fase a gironi, in seguito alla squalifica del Sion da parte della FIFA, per aver schierato nella sfida contro gli scozzesi dei giocatori non eleggibili. I biancoverdi vengono inseriti nel girone con Atlético Madrid, Rennes e Udinese. Al termine della prima fase, il Celtic totalizza 6 punti (frutto di una vittoria e un pareggio nella doppia sfida contro i francesi, e di due pareggi contro l'Udinese) classificandosi al terzo posto nel proprio girone, alle spalle degli spagnoli e degli italiani, e deve abbandonare la competizione (risulterà fatale il pareggio per 1-1, all'ultima giornata contro l'Udinese al Friuli). Il 18 marzo arriva un'altra delusione per gli uomini di Lennon. Infatti, il Celtic perde 1-0 contro il Kilmarnock la finale di Coppa di Lega scozzese. Il 15 aprile, invece, viene eliminato dalla Coppa di Scozia, perdendo 2-1 in semifinale contro gli Hearts, vincitori poi della coppa. La squadra vincerà però il campionato con 20 punti di vantaggio sui Rangers (complice la penalizzazione di 10 punti perché entrati in amministrazione controllata il 14 febbraio 2012). Il 29 aprile, a quattro giornate al termine del campionato, al Celtic Park si tiene l'ultimo Old Firm, prima del fallimento dei Rangers. Kris Commons, Charlie Mulgrew e Gary Hooper firmano il successo per 3-0. A fine stagione, proprio Hooper, con 24 gol, è capocannoniere del torneo.

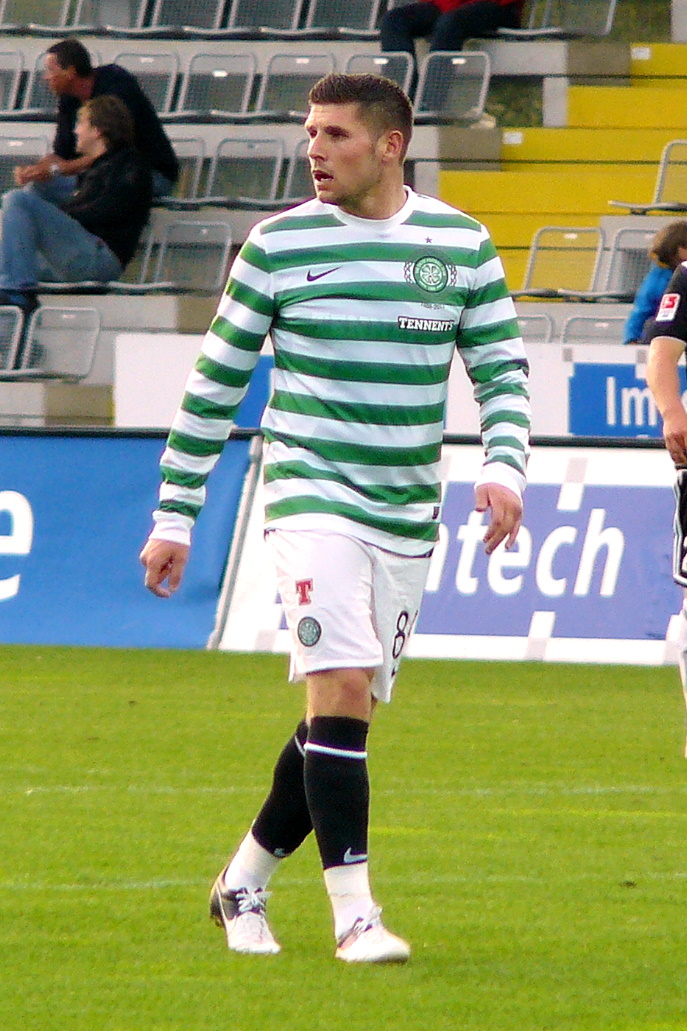
Gary Hooper: 63 reti realizzate in 95 presenze con il Celtic dal 2010 al 2013.

Nella stagione 2012-2013 della Champions League, il Celtic parte dal terzo turno preliminare, dove affronta l'HJK Helsinki. La prima partita si gioca in Finlandia e vede i bianco-verdi di Glasgow imporsi per 2-0, con le reti di Joe Ledley e Giōrgos Samaras. Nel ritorno sono sempre gli uomini di Lennon ad avere la meglio, stavolta per 2-1, grazie ai goal di Charlie Mulgrew e Gary Hooper. Successivamente, vince il playoff di Champions League superando l'Helsingborg, vincendo per 2-0 entrambi i confronti, ed accede alla fase a gironi, a cui non prendeva parte dalla stagione 2008-2009. Il 7 novembre 2012, giorno del 125º anniversario della fondazione del club, grazie alle reti di Victor Wanyama (primo giocatore keniota a segnare un goal nella fase a gironi di Champions League) e Tony Watt, il Celtic supera per 2-1 il Barcellona campione del mondo,. L'evento viene ulteriormente impreziosito dalla spettacolare coreografia allestita dai tifosi per l'occasione. Determinante, ai fini del risultato, la splendida performance del portiere Fraser Forster, autore di provvidenziali parate, soprattutto su Lionel Messi. Il giorno dopo, i giornali catalani lo elogiano, definendolo la "Gran Muralla" (Grande Muraglia). Il 5 dicembre, battendo sempre per 2-1 lo Spartak Mosca, con un goal di Gary Hooper (già decisivo nella vittoria per 3-2 nella partita d'andata in Russia) ad inizio gara, e ad un rigore trasformato da Kris Commons nei minuti finali, il Celtic conquista il passaggio del turno, raggiungendo gli ottavi di finale quattro stagioni dopo l'ultima volta (ovvero la stagione 2007-2008). Il 12 febbraio, nell'andata degli ottavi della UEFA Champions League 2012-2013 subiscono una pesante sconfitta per 0-3, al Celtic Park, da parte della Juventus, complicando la qualificazione ai quarti di finale. Il 2-0 della gara di ritorno elimina il Celtic dalla massima competizione europea. Si conferma leader in patria, vincendo sia campionato che Coppa di Scozia (vittoria per 3-0 sull'Hibernian, con tripletta di Hooper).
La stagione 2013-14 inizia con un precampionato piuttosto deludente. La squadra mostra molte difficoltà nell'impostazione di gioco e in fase realizzativa, dopo gli addii di alcuni giocatori importanti, come Wanyama, Hooper e Ledley (partiti per la Premier League inglese). La squadra, però, termina la preparazione con la vittoria prestigiosa sul Liverpool per 1-0, aggiudicandosi il Dublin Decider
nella splendida cornice di pubblico dello Stadio Aviva di Dublino. Durante il calciomercato arrivano in squadra volti nuovi, come Steven Mouyokolo, Virgil van Dijk, Amido Baldé e, successivamente, Teemu Pukki. Da questa stagione, l'avventura del Celtic in Champions League 2013-2014 comincia dal secondo turno preliminare. La squadra di Neil Lennon vince sui campioni nordirlandesi del Cliftonville Football Club con un risultato complessivo di 5-0 (3-0 a Belfast e 2-0 a Glasgow), per poi affrontare gli svedesi dell'Elfsborg, eliminandoli grazie ad una rete di Commons nella gara d'andata giocata al Celtic Park, vinta per 1-0 (il ritorno in Svezia terminerà 0-0). Nella sfida per i play-off il Celtic affronta i kazaki dello Shakhter Karagandy, perdendo 2-0 l'andata in Kazakistan, ma vincendo con una rimonta al Celtic Park per 3-0, con Kris Commons, Giōrgos Samaras e James Forrest (all'ultimo minuto) marcatori dell'incontro. In questo modo accede alla fase a gironi nel gruppo H con Barcellona, Milan e Ajax, terminando all'ultimo posto.
L'unico successo nella competizione sarà il 2-1 casalingo contro gli olandesi. Eliminata piuttosto presto anche da entrambe le coppe nazionali con due sconfitte casalinghe (in entrambe le occasioni agli ottavi, in Coppa di Lega dal Morton, e in Coppa di Scozia dall'Aberdeen), il 26 marzo, con la vittoria per 5-1 in casa del Partick Thistle, il Celtic vince il suo 45º titolo nazionale, terzo consecutivo, il primo della neonata Scottish Premiership (che ha preso il posto dell'ex Premier League), con sette turni d'anticipo. Con 27 centri, Commons diventa capocannoniere del torneo. Forster, invece, fissa un nuovo record d'imbattibilità per un portiere nel campionato scozzese, mantenendo la sua porta inviolata per ben 1215 minuti.

### Il biennio di Ronny Deila (2014-2016)

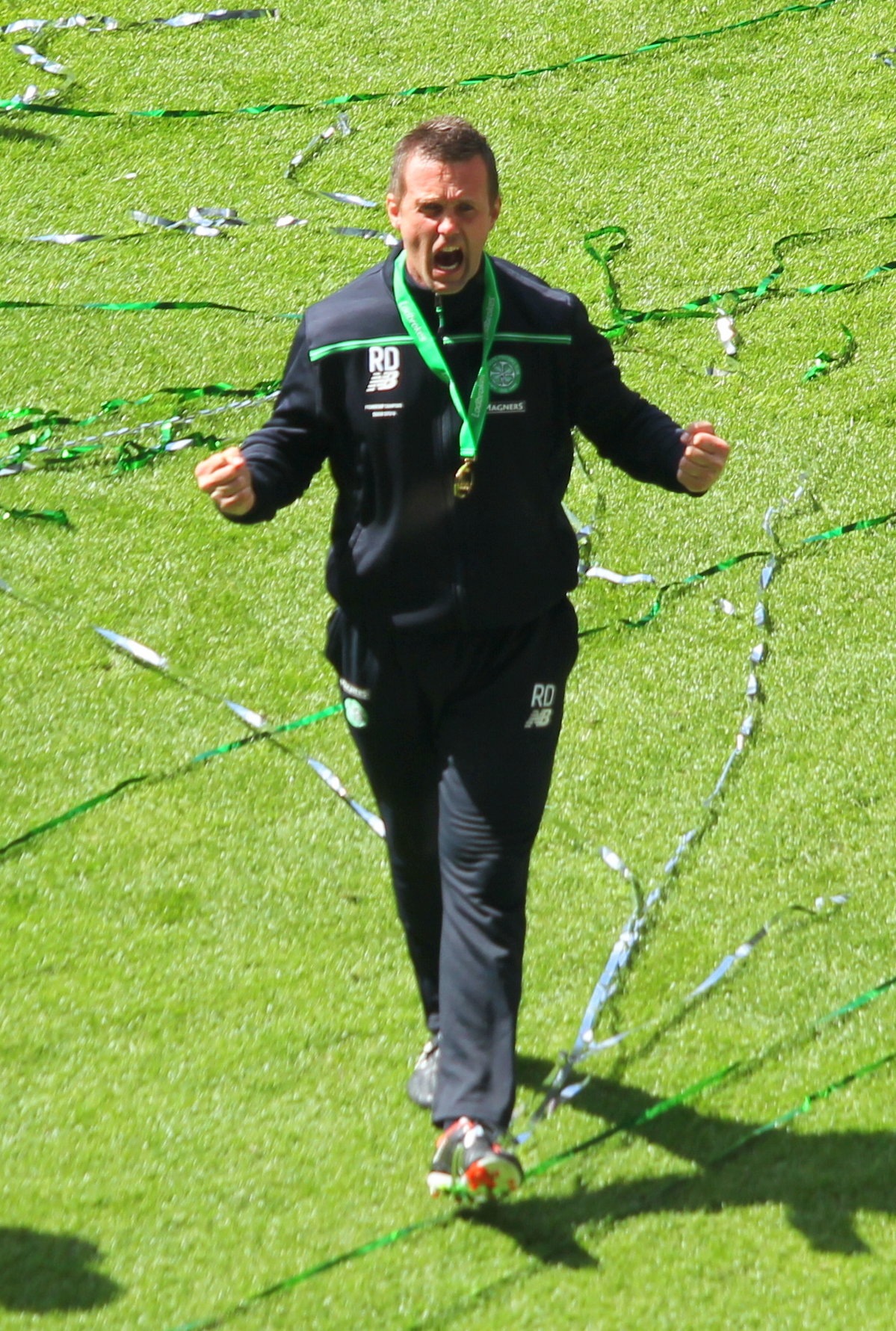
Il norvegese Ronny Deila. Due campionati e una Coppa di Lega vinti alla guida del Celtic dal 2014 al 2016.

Per la stagione 2014-2015 il nuovo allenatore viene individuato nel norvegese Ronny Deila. Ad affiancarlo in panchina, come vice, arriva John Collins, ex calciatore e idolo dei tifosi del Celtic negli anni 90. Nella sessione estiva di mercato la società si assicura diversi giocatori, come il portiere Craig Gordon, chiamato a sostituire Forster (passato al Southampton), Jason Denayer e Jo Inge Berget. Il primo impegno ufficiale è il secondo turno preliminare di Champions League contro i campioni d'Islanda del KR Reykjavik, che il Celtic batte facilmente vincendo 1-0 in trasferta, con goal del giovane Callum McGregor (talento del settore giovanile bianco-verde) e 4-0 in casa, con doppiette di Pukki e van Dijk. Successivamente, nel terzo turno preliminare, i Bhoys vengono sorteggiati con i polacchi del Legia Varsavia. Nella partita di andata, in Polonia, gli uomini di Deila vengono sconfitti per 1-4, mentre al ritorno vincono 3-0 a tavolino, a causa dell'inserimento in campo di un giocatore squalificato da parte del Legia. In virtù di questi risultati gli scozzesi accedono al turno di play-off, dove vengono sorteggiati con gli sloveni del Maribor, dai quali vengono però eliminati (pareggio per 1-1 in Slovenia e sconfitta per 0-1 a Celtic Park). La stagione europea prosegue, quindi, con la partecipazione alla Europa League. Il Celtic viene inserito nel girone con i rumeni dell'Astra Giurgiu, i croati della Dinamo Zagabria e gli austriaci del Red Bull Salisburgo. Prima dell'inizio della competizione, vengono tesserati gli attaccanti Stefan Šćepović, John Guidetti, e il centrocampista Mubarak Wakaso. La squadra termina la fase a gironi piazzandosi al secondo posto, alle spalle del Salisburgo, qualificandosi così per i sedicesimi. In campionato, dopo un avvio piuttosto incerto, raggiunge la vetta della classifica nel mese di dicembre. Il 1º febbraio, in occasione della semifinale della Coppa di lega, il Celtic si ritrova ad affrontare i Rangers, al momento seconda forza della Championship. L'evento è vissuto con particolare fermento da entrambe le tifoserie. Infatti, si tratta del primo Old Firm dopo il fallimento nel 2012 della compagine protestante per irregolarità finanziarie.È anche la prima volta che le due squadre si affrontano in disparità di categoria. Allo stadio Hampden Park di Glasgow, gli uomini di Deila rispettano i pronostici della vigilia, piegando per 2-0 gli storici rivali cittadini, con le reti di Leigh Griffiths e Kris Commons, entrambe realizzate nel corso del primo tempo. Per la statistica, si tratta dell'Old Firm numero 400 disputato dalle due compagini. 

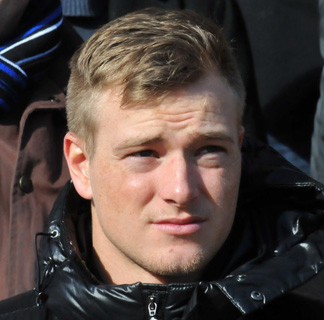
l'Italo-svedese John Guidetti. 15 reti in 35 presenze complessive nella sua unica stagione al Celtic

Il 19 febbraio, in occasione dell'andata dei sedicesimi di Europa League, il Celtic si ritrova ad affrontare tra le mura amiche l'Inter, che non incontrava in gare ufficiali dalla semifinale di Coppa dei Campioni del 1972. Sugli spalti del Celtic Park viene allestita una splendida coreografia, in ricordo della vittoriosa finale europea di Lisbona del 1967. L'incontro termina sul risultato di 3-3, con Guidetti, all'esordio in Europa, che acciuffa il pari nei minuti di recupero. In virtù di questo risultato, gli uomini di Deila sono obbligati a vincere nella gara di ritorno. Ma, una settimana dopo, perdono 1-0 a S.Siro, complice l'espulsione di van Dijk nel corso del primo tempo, che obbliga i biancoverdi a giocare in difesa per gran parte della partita.. I Bhoys, quindi, devono abbandonare la competizione. Smaltita la delusione europea, la squadra si rituffa subito negli impegni di campionato, ottenendo un'importante vittoria per 4-0 sull'Aberdeen, seconda in classifica. Battendo i Dons, i biancoverdi portano a sei i punti di vantaggio dalla seconda posizione. Il 14 marzo, Ronny Deila può sollevare il primo trofeo della sua gestione. Infatti, ad Hampden Park il Celtic vince la finale di Coppa di Lega, battendo 2-0 il Dundee Utd, grazie alle reti di Commons nel primo tempo, e di Forrest nella ripresa. Il 19 aprile, però, perde per 3-2 ai tempi supplementari la semifinale di Coppa di Scozia contro l'Inverness. Con la vittoria casalinga per 5-0 contro il Dundee del primo maggio (e la sconfitta per 1-0 dell'Aberdeen, il giorno successivo, in casa del Dundee United) il Celtic, con tre turni d'anticipo, conquista aritmeticamente il 46º titolo nazionale.

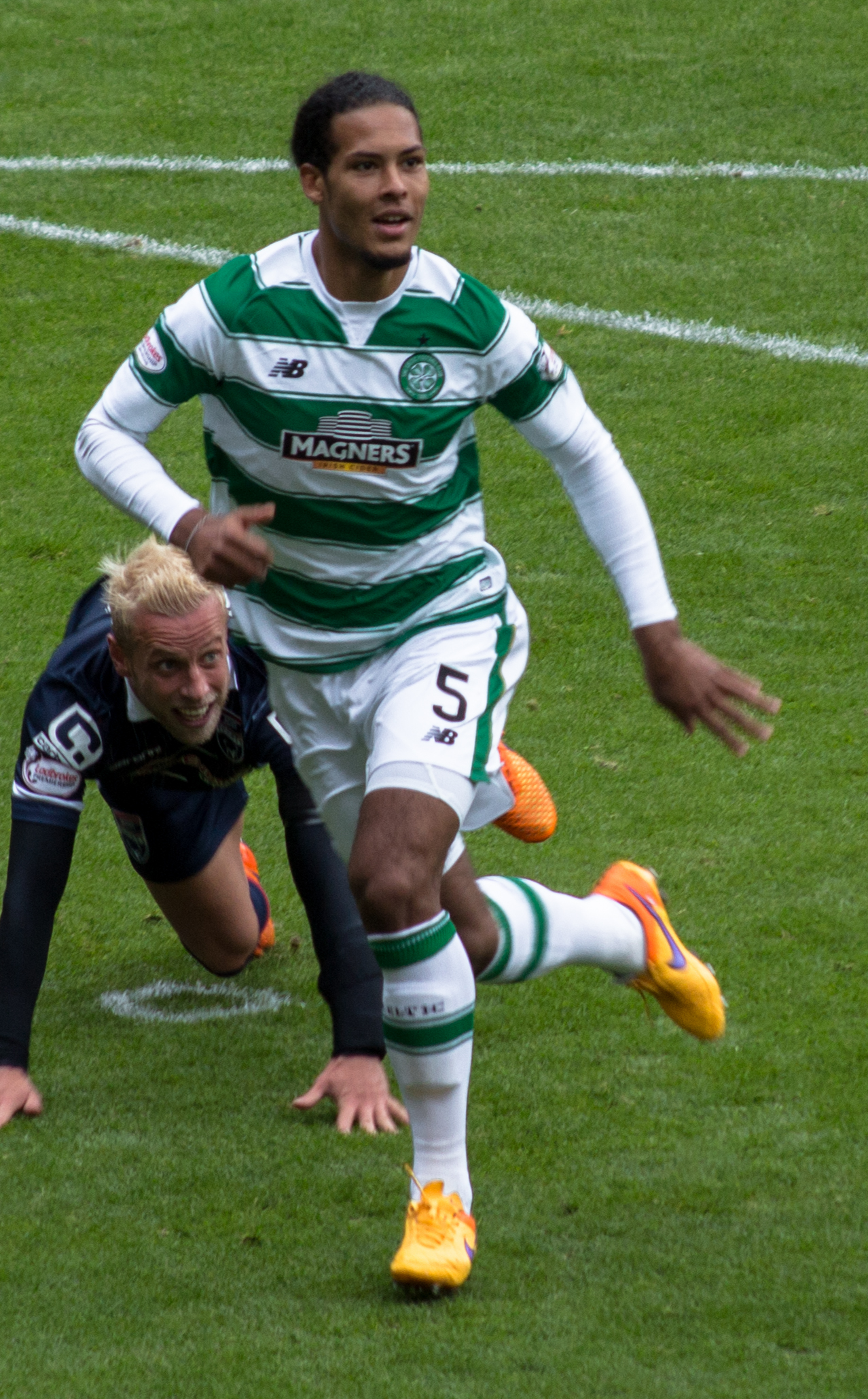
Il difensore olandese Virgil van Dijk. 15 reti in 115 presenze nelle sue due stagioni al Celtic

La stagione seguente si apre con l'acquisto di due difensori, il belga Dedryck Boyata e lo svizzero Saidy Janko, rispettivamente dal Manchester City e dal Manchester United, l'attaccante turco Nadir Çiftçi dal Dundee United, e un secondo portiere, il belga Logan Bailly. Dopo le prime amichevoli (due vittorie contro Den Bosch e Real Sociedad, intervallate dalla sconfitta contro il Dukla Praga), il primo impegno ufficiale per i Bhoys è il secondo turno preliminare di Champions League. Come nella precedente edizione, il sorteggio mette a confronto gli uomini di Deila con una compagine islandese, questa volta lo Stjarnan, alla sua prima partecipazione alla massima competizione europea. Nella gara d'andata del 15 luglio, in Scozia, il Celtic vince per 2-0, con le reti di Boyata, all'esordio assoluto in gare ufficiali con i biancoverdi, e di Stefan Johansen. Nella gara di ritorno, giocata una settimana dopo, i Bhoys ottengono un'altra vittoria: dopo l'iniziale vantaggio avversario, Nir Biton, Charlie Mulgrew, Leigh Griffiths e ancora Johansen, fissano il punteggio sul 4-1. L'impegno successivo, valevole per il terzo turno preliminare, è contro i campioni dell'Azerbaigian del FK Qarabağ. Il 29 luglio, tra le mura amiche, il Celtic si aggiudica l'incontro contro gli Azeri per 1-0, grazie ad una rete di Boyata nel corso della ripresa. Il pareggio a reti inviolate del 5 agosto a Baku garantisce il passaggio al turno successivo. Intanto, in campionato la squadra ottiene 10 punti nelle prime quattro giornate (frutto di tre vittorie ed un pareggio). Prima della gara casalinga del 15 agosto contro l'Inverness (vittoria per 4-2) viene annunciato l'acquisto del centrocampista scozzese Scott Allan dall'Hibernian. Quattro giorni dopo, in occasione dell'andata dei play-off di Champions, al Celtic Park arrivano i campioni di Svezia del Malmö. L'incontro termina 3-2 per il Celtic, con Griffiths (doppietta) e Biton marcatori per i biancoverdi. Nella gara di ritorno in Svezia, però, il Celtic esce sconfitto per 2-0, abbandonando in questo modo la competizione. Gli uomini di Deila si ritrovano così a partecipare alla fase a gironi della Europa League per il secondo anno consecutivo. Vengono inseriti nel gruppo con Fenerbahçe, Ajax e Molde. Il 29 agosto, durante l'intervallo della partita contro il St. Johnstone (vinta 3-1), valevole per la 6 giornata a di Premiership, viene annunciato il prestito del difensore Tyler Blackett dal Manchester United. Successivamente, viene tesserato anche il difensore Jozo Šimunović dalla Dinamo Zagabria. La società, però, perde dopo due stagioni Virgil van Dijk, ceduto al Southampton per 11,5 milioni di sterline. Nel mese di ottobre viene ingaggiato anche lo svincolato Carlton Cole per rinforzare l'attacco. Purtroppo, anche l'Europa League si rivela un'esperienza amara. Infatti, la squadra arriva ultima nel girone, totalizzando solamente 3 punti (due pareggi con i turchi, ed uno con gli olandesi). In Coppa di Lega, la squadra viene eliminata per 3-1 in semifinale dal Ross County. Al termine della sessione invernale di calcio mercato vengono tesserati il difensore Erik Sviatchenko, dal Midtjylland e i centrocampisti Colin Kâzım-Richards, dal Feyenoord, e il giovane Patrick Roberts. Quest'ultimo, in prestito dal Manchester City. Il 17 aprile, in occasione della semifinale di Scottish Cup, si assiste ad un nuovo Old Firm. I Bhoys non riescono a bissare il successo (in coppa di Lega) della stagione precedente e, dopo essere giunti sul punteggio di 2-2 al termine dei supplementari, vengono sconfitti per 5-4 ai calci di rigore. Dopo questa ennesima delusione stagionale, al Celtic non rimane che la vittoria del campionato, che arriva l'8 maggio (con due giornate d'anticipo), con la vittoria casalinga per 3-2 sull'Aberdeen. Griffiths è capocannoniere della Premiership con 31 reti stagionali (41 considerate tutte le altre competizioni disputate). Dopo due stagioni, si conclude l'esperienza di Deila sulla panchina dei Bhoys.

### La gestione Rodgers e il ritorno dell'Old Firm (2016-2019)

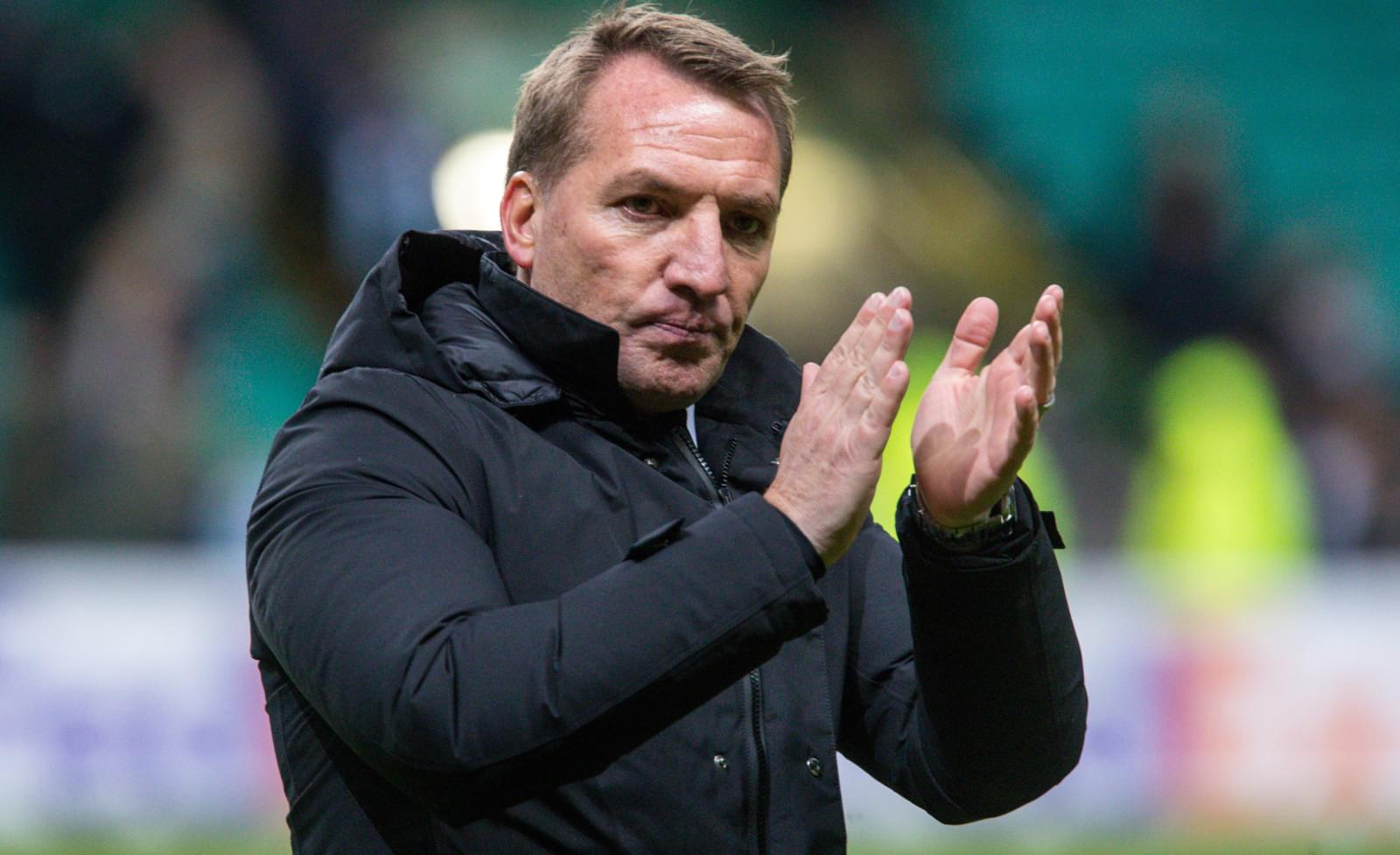
L'allenatore nordirlandese Brendan Rodgers. Sette trofei (due treble nazionali consecutivi) vinti in biancoverde, dal 2016 al 2018.

La Scottish Premiership 2016-2017 è caratterizzata dal ritorno dei Rangers. Dopo quattro anni d'attesa si assiste così al ritorno dell'Old Firm nella massima divisione scozzese. In panchina c'è un volto nuovo, il nordirlandese Brendan Rodgers. Dopo le partenze di Carlton Cole, Colin Kâzım-Richards e Stefan Scepovic, i primi acquisti dell'era Rodgers sono il giovane e promettente attaccante Moussa Dembélé e l'esperto difensore Kolo Touré. Dopo una buona prima fase di precampionato, il primo impegno ufficiale per il Celtic è il confronto con i semiprofessionisti del Lincoln Red Imps, squadra campione di Gibilterra, valevole per il secondo turno preliminare di Champions League. Nella gara d'andata i Bhoys escono inaspettatamente sconfitti per 1-0 dal Victoria Stadium, tornando in patria tra le polemiche. Il successo casalingo per 3-0 garantisce comunque il passaggio del turno. Tra i protagonisti della rimonta al Celtic Park c'è il giovane Patrick Roberts, che bagna con un gol l'esordio nella massima competizione europea prima delle marcature di Lustig e Griffiths. Nel terzo turno preliminare gli avversari sono i kazaki dell'Astana. La gara d'andata, in Kazakistan, termina 1-1, con il Celtic, privo di numerosi elementi, che agguanta il pari con Griffiths nel secondo tempo. Nel ritorno, al Celtic Park, il Celtic si impone per 2-1, grazie alle reti di Griffiths e Dembélé, entrambe su rigore. Il 7 agosto, prima di dare il via alla prima giornata di Premiership, viene ufficializzato l'ingaggio dell'attaccante inglese Scott Sinclair dall'Aston Villa. Il nuovo attaccante va in gol (2-1) nella vittoriosa trasferta di Edimburgo contro gli Hearts. Per i play-off di Champions gli avversari sono i campioni d'Israele dell'Hapoel Be'er Sheva. Nel doppio confronto il Celtic esce vittorioso con il risultato complessivo di 5-4 (vittoria per 5-2 in casa e sconfitta per 2-0 in trasferta), guadagnando così l'accesso alla fase a gironi dopo tre anni di assenza dalla massima competizione europea. È inserito nell'ostico gruppo C, con Barcellona, Borussia Mönchengladbach e Manchester City. Intanto, il 10 agosto, al Celtic Park, va di scena il tanto atteso Old Firm in campionato. Gli uomini di Rodgers si impongono con un pesante 5-1 sui Rangers di Mark Warburton, con Dembélé (autore di una tripletta) indiscusso protagonista. Il 23 ottobre è sempre Dembélé a firmare la rete del successo (1-0) nel secondo Old Firm stagionale, stavolta in semifinale di Coppa di Lega. In Champions League, nonostante qualche buona prestazione, la squadra termina ultima nel girone, ottenendo solo tre punti. Il 27 novembre conquista la Coppa di Lega, battendo 3-0 in finale l'Aberdeen. In seguito si aggiudica il suo quarantottesimo titolo nazionale, il sesto consecutivo, già il 2 aprile, con ben otto giornate di anticipo. Al terzultimo turno tocca quota 100 punti, un record per il campionato scozzese. Raggiunge quota 106 punti (record) all'ultima giornata di campionato, vincendo per 2-0 in casa contro gli Hearts. Il 27 maggio, battendo 2-1 in rimonta l'Aberdeen ad Hampden Park, il Celtic si aggiudica anche la Scottish Cup, centrando così il treble domestico, che mancava dal 2001.

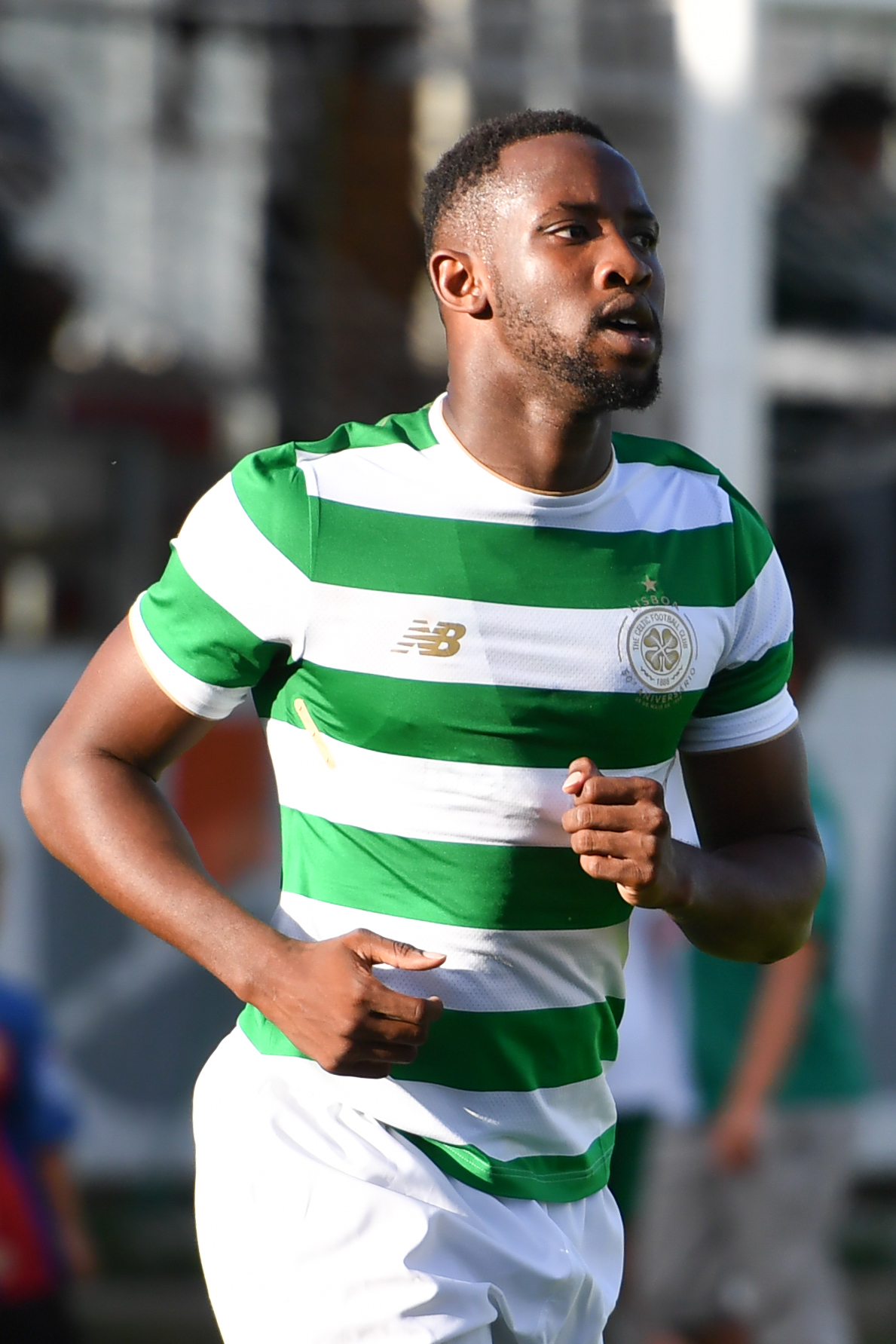
L'attaccante francese Moussa Dembélé: 94 presenze e 51 reti in 2 stagioni al Celtic.

Il primo impegno ufficiale della stagione 2017/18 è la sfida valevole per il secondo turno preliminare di Champions League contro i nordirlandesi del Linfield. Dal doppio confronto contro i protestanti di Belfast, il Celtic esce nettamente vincitore con il risultato complessivo di 6-0 (2-0 a Belfast e 4-0 a Glasgow). Gli avversari del terzo turno sono i norvegesi del Rosenborg, battuti per 1-0 (gol di James Forrest) in Norvegia, dopo il pareggio a reti inviolate al Celtic Park. L'ultimo ostacolo al raggiungimento della fase a gironi sono, per il secondo anno consecutivo, ma questa volta ai play-off, i kazaki dell'Astana. Al Celtic Park gli uomini di Rodgers mettono una seria ipoteca sul passaggio del turno, vincendo l'incontro per 5-0. Ininfluente, ai fini della qualificazione, la sconfitta per 4-3 rimediata successivamente in Kazakistan. Il Celtic si trova così a partecipare, per il secondo anno consecutivo, alla fase a gironi della Champions. Inseriti nel gruppo B, insieme a Bayern Monaco, Paris Saint-Germain e Anderlecht, gli uomini di Rodgers si piazzeranno al terzo posto, garantendosi così il prosieguo dell'avventura europea in Europa League. In patria, invece, il 26 novembre, conservano il titolo di campione in Coppa di Lega, battendo 2-0 (Forrest e Dembélé su rigore) in finale il Motherwell. Il 15 febbraio, nella gara valevole per i sedicesimi di finale di Europa League, gli uomini di Rodgers affrontano tra le mura amiche lo Zenit San Pietroburgo. Al termine di un'ottima prestazione, i Bhoys escono vincitori per 1-0 (gol di McGregor). Una settimana dopo, però, complice le numerose assenze, subiscono un 3-0 in Russia, che li obbliga ad abbandonare la competizione. Svanito il sogno europeo, gli uomini di Rodgers restano focalizzati sugli impegni in campo nazionale. Il 29 aprile, al Celtic Park, con una storica vittoria (5-0) nell'ultimo Old Firm stagionale, il Celtic conquista nuovamente il titolo di campione di Scozia. In finale di coppa nazionale, il 19 maggio, completa il treble domestico (il 2° consecutivo, il 5° della sua storia), battendo per 2-0 il Motherwell, con McGregor e Nitcham a segno nel primo tempo. La stagione si chiude il giorno successivo, dopo un pareggio per 2-2 contro la nazionale irlandese, in una partita per celebrare gli undici anni di militanza nel club del capitano Scott Brown.
Dopo due stagioni consecutive, la rincorsa alla fase a gironi della Champions League termina al terzo turno. Dopo aver avuto ragione di Alaškert e Rosenborg (rispettivamente con un complessivo di 6-0 e 3-1), il cammino del Celtic è interrotto dall'AEK Atene. Infatti, all'1-1 casalingo, fa seguito la sconfitta per 2-1 in Grecia. I Bhoys riescono comunque a raggiungere la fase a gironi dell'Europa League, dopo lo spareggio contro i lituani del Sūduva, pareggiando 1-1 in Lituania, e vincendo 3-0 in Scozia. Il girone B con Salisburgo, Rosenborg e Lipsia, dominato dagli austriaci a punteggio pieno, viene concluso con un sofferto secondo posto guadagnato nei minuti finali della 6ª giornata: gli scozzesi stanno perdendo in casa contro un Salisburgo già qualificato, mentre il Lipsia, costretto a vincere per la qualificazione a discapito del Celtic (differenza reti), subisce un inaspettato pareggio nei minuti finali in casa contro i norvegesi già eliminati ed ancora fermi a quota 0. Grazie a questo risultato, la sconfitta subita per 2-1 contro gli austriaci diventa ininfluente per le sorti della qualificazione, che il Celtic si accaparra con 9 punti (3 vittorie e 3 sconfitte). Oltre a questo importante risultato, I Bhoys chiudono il 2018 in testa alla Premiership (a pari merito con i Rangers, ma con una partita in meno) e conservando anche il titolo di campione in Coppa di Lega (battendo in finale l'Aberdeen per 1-0) per il terzo anno consecutivo. Uscita ai sedicesimi di Europa League per mano del Valencia, la squadra ha come obiettivo quello di centrare il treble domestico per il terzo anno consecutivo. Il 26 febbraio Rodgers decidere di concludere prematuramente (e con grande disappunto della tifoseria) il proprio rapporto con la società, per intraprendere una nuova avventura al Leicester, in Premier League. Il giorno successivo viene annunciato il ritorno dell'ex bandiera del club Neil Lennon, che torna sulla panchina del Celtic dopo cinque anni e il 4 maggio vince il titolo scozzese, il cinquantesimo in totale e l'ottavo consecutivo per il club. Il 25 maggio, centra il terzo treble domestico consecutivo, battendo 2-1 gli Hearts nella finale di Scottish Cup. Per il Celtic, e per il calcio scozzese, si tratta di un record. Il 31 maggio, la società decide di prolungare il contratto di Lennon per la successiva stagione.

### Il ritorno di Lennon (2019-2021)
Nella prima stagione vissuta dall'inizio in questo secondo mandato come allenatore, Lennon guida il Celtic al successo nei primi due turni preliminari di Champions League, avendo la meglio prima su Sarajevo,e poi su Nõmme Kalju, vincendo rispettivamente per 5-2 e 7-0 in complessivo. La corsa alla fase a gironi termina al terzo turno di qualificazione, per mano del Cluj (sconfitta per 4-3 negli ultimi minuti al Celtic Park, dopo un buon 1-1 in Romania). Dopo il vittorioso spareggio contro i svedesi dell'AIK (6-1 complessivo), la squadra di Lennon accede alla fase a gironi dell'Europa League. Inserita nel Gruppo E, insieme a Lazio, Rennes, e ancora Cluj, i biancoverdi sono artefici di uno storico primo posto. Memorabile, e di grande importanza ai fini della qualificazione, in questa prima fase, il doppio successo (entrambi per 2-1) contro la Lazio. Il cammino termina ai 16esimi per mano del Copenaghen, complice una disastrosa gara di ritorno (sconfitta per 3-1,dopo 1-1 all'andata)tra le mura amiche. In Scozia si riconferma Leader incontrastata, riconfermando il titolo di campione in Coppa di Lega (19º titolo), con il successo in finale per 1-0 contro i Rangers (di Christopher Jullien il gol vittoria nel secondo tempo). In Campionato la lotta per il titolo resta ancora una volta monopolizzata dal duo Celtic-Rangers, appaiati al primo posto per gran parte del torneo. Successivamente, viene a crearsi un divario tra le due compagini di Glasgow, con i Rangers staccati di 13 punti in classifica. Si arriva con questa classifica al 13 marzo 2020, quando il consiglio di amministrazione della SPFL decreta la sospensione a tempo indeterminato del campionato a causa dell'emergenza dovuta alla pandemia di COVID-19. Prima della sospensione, l'ultima partita di Premiership giocata dagli uomini di Lennon è la vittoria interna per 5-0 contro il St.Mirren, il 7 marzo. Il 18 maggio viene annunciata la conclusione anticipata del torneo, e assegnato al Celtic il 51º titolo.. Capocannoniere della Premiership il giovane attaccante biancoverde Odsonne Édouard con 22 reti. In questa stagione il Celtic eguaglia, così, il record (condiviso con i Rangers) di 9 titoli consecutivi di Campione di Scozia che, dal 1966 al 1974, fu della storica compagine guidata da Jock Stein.
A causa della pandemia di COVID-19 in corso, la stagione 2020-21 inizia a porte chiuse. Sarà una stagione di tutt'altro livello rispetto alle precedenti. Infatti il Celtic subisce una serie di risultati deludenti nelle competizioni europee, uscendo dalla Champions League nella sconfitta interna per 2-1 contro gli ungheresi del Ferencváros nel secondo turno di qualificazione. Retrocessi in Europa League, vengono sorteggiati nel Gruppo H insieme a Milan, Lille e Sparta Praga, terminando all'ultimo posto con soli 4 punti(una vittoria e un pareggio). In campionato la squadra dimostra di non poter competere per la conquista del decimo titolo consecutivo. Una serie di risultati negativi portano la compagine di Lennon, alla fine del mese di Febbraio, a 18 punti di distacco dalla capolista Rangers. Questo, unito all'eliminazione precoce in Coppa di Lega per mano del modesto Ross County, porta Lennon a rassegnare le dimissioni. La società affida le redini all'assistente John Kennedy, nominato allenatore ad interim fino al termine della stagione. Con la sconfitta nel quinto turno di Coppa di Scozia per mano dei Rangers, il Celtic termina la stagione senza alcun titolo.

### Stagioni più recenti (2021-)
Per la stagione 2021-22 viene ingaggiato come allenatore Ange Postecoglou. Il Celtic vince la Coppa di Lega (2-1 contro l'Hibernian) e in Scottish Premiership, dopo una prima parte da inseguitore, si attesta al primo posto scavalcando i Rangers alla 24ª giornata; da lì in avanti mantiene sempre il comando della classifica e torna così a vincere il campionato, raggiungendo i rivali del Rangers a quota 52 titoli, dai quali sono tuttavia eliminati in semifinale di Scottish Cup.
Realizza un altro treble nazionale nella stagione 2022-2023 con le vittorie in Scottish Premiership (99 punti), in Scottish Cup (3-1 contro l'Inverness) e in Scottish League Cup (2-1 contro i Rangers), mentre nella successiva, col ritorno di Brendan Rodgers in panchina, rivince campionato e Coppa di Scozia.